# Biserica ortodoxă Sfânta Treime din Cluj-Napoca

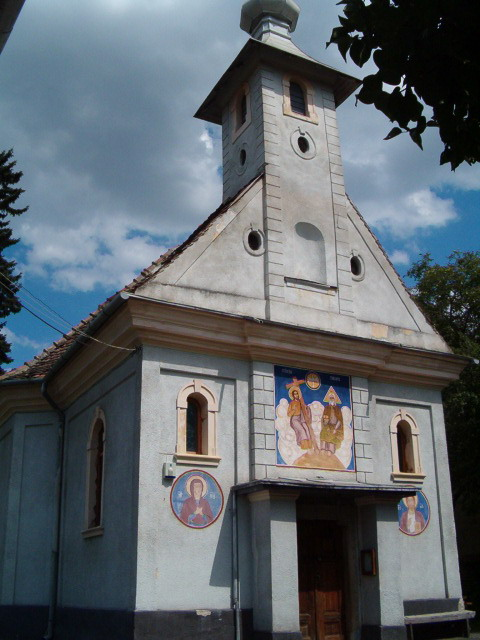
Faţada vestică, cu picturi şi adăugiri din sec. al XX-lea

Biserica Ortodoxă Sfânta Treime este prima biserică ortodoxă din Cluj, edificiu construit între anii 1795-1796 în stil baroc. Este înscrisă pe lista monumentelor istorice din județul Cluj, elaborată de Ministerul Culturii si Patrimoniului Național din România în anul 2010 (cod LMI CJ-II-m-B-07276).
Lăcașul se află pe strada Bisericii Ortodoxe (în maghiară Görögtemplom Utca, "Ulița Bisericii Grecești"), la numărul 12, într-o grădină foarte pitorească, între mormintele unui vechi cimitir ortodox. Edificiul mai este cunoscut ca Biserica Ortodoxă din Deal, cu referire la Dealul Hajongard, aflat la sudul cetății medievale a Clujului.
În curtea bisericii, la nr. 10, se află primul oficiu parohial ortodox român din Cluj. În această casă parohială s-a desfășurat, prin bunăvoința protopopului Florea Mureșanu, cenaclul literar al lui Victor Papilian. La ședințele cenaclului a participat și scriitorul  Lucian Blaga.

## Istoric
Până în prima jumătate a secolului al XVIII-lea comunitatea ortodoxă din Cluj a folosit biserica cea mai apropiată de oraș, anume aceea din Someșfalău, unde se făceau de altfel și înmormântările reprezentanților de vază ai acestei comunități. Ca urmare a edictelor iozefine de toleranță religioasă, în ultimele decenii ale secolului al XVIII-lea s-au așezat în Cluj mai mulți negustori români, greci și macedo-români veniți de la Brașov, ceea ce a dus la întărirea comunității ortodoxe.
În anul 1788 negustorii Ioan Constantin și Ienache Mavrodin au adresat magistratului orașului (primarului), în numele tuturor ortodocșilor din oraș, cererea de a li se aproba construirea unei biserici. La 31 martie 1789 comisarul regal, contele Adam Teleki, a intervenit pe lângă consiliul orășenesc, solicitând rezolvarea cererii în conformitate cu edictele de toleranță. La 6 aprilie 1789 consiliul orașului a respins cererea, motivând că edictele prevăd acordarea aprobării construcției unei biserici doar comunităților care numără cel puțin 100 de familii de credincioși.
Printr-o nouă cerere, adresată Cancelariei Aulice de la Viena (secțiunea pentru Transilvania a Cancelariei Imperiale), comunitatea ortodoxă a solicitat aprobarea construirii unei biserici în afara zidurilor orașului, unde nu se mai întindea competența magistratului orășenesc. În data de 14 februarie 1780 Cancelaria Aulică de la Viena a aprobat construcția și a eliberat autorizația.
Protestul formulat de Sfatul Clujului (consiliul orășenesc) la data de 5 august 1790, care critica autorizația drept un act menit să favorizeze întărirea comunității românești, a rămas fără efect, așa încât negustorii ortodocși au achiziționat terenul necesar construirii bisericii chiar la mică distanță de zidurile cetății Clujului. Lucrările de construcție au demarat în 1795 și au durat până în 1796
Prima liturghie a fost oficiată în biserică în ziua de Crăciun a anului 1796, de către preotul Ilie Fulea, sosit la Cluj în 1792.

Primul preot al bisericii a consemnat pe Liturghierul tipărit în 1797 la București, liturghier aflat în colecția bisericii: 
„Tuturor cărora se cuvine a ști arăt că această sfîntă biserică din Cluj s-au făcut în zilele împăratului Francisc al Romei și al Ardealului Prinț [principe], în anul 1795 și întâi preot eu am fost, care întîi eu am slujit Sf. Liturghie întrînsa cu toată inima în frica Dumnezeirii, luînd mulți tămăduire și m-am transfereluit în Bălgrad în fundușul meu [proprietatea mea funciară]. Cluj, 25 august 1803. Ilie Fulea”
Biserica a fost reparată de mai multe ori, în 1823, 1877, 1922 și 1937. Cu prilejul restaurării din 1951-1958, în dreptul turnului, pe fațada de vest, flancând intrarea, au fost înălțate două picioare de zidărie, care susțin un mic planșeu din beton armat (vezi fotografia alăturată).
În perioada 1919-1932 a servit drept catedrală a Episcopiei Vadului, Feleacului și Clujului.

## Descriere

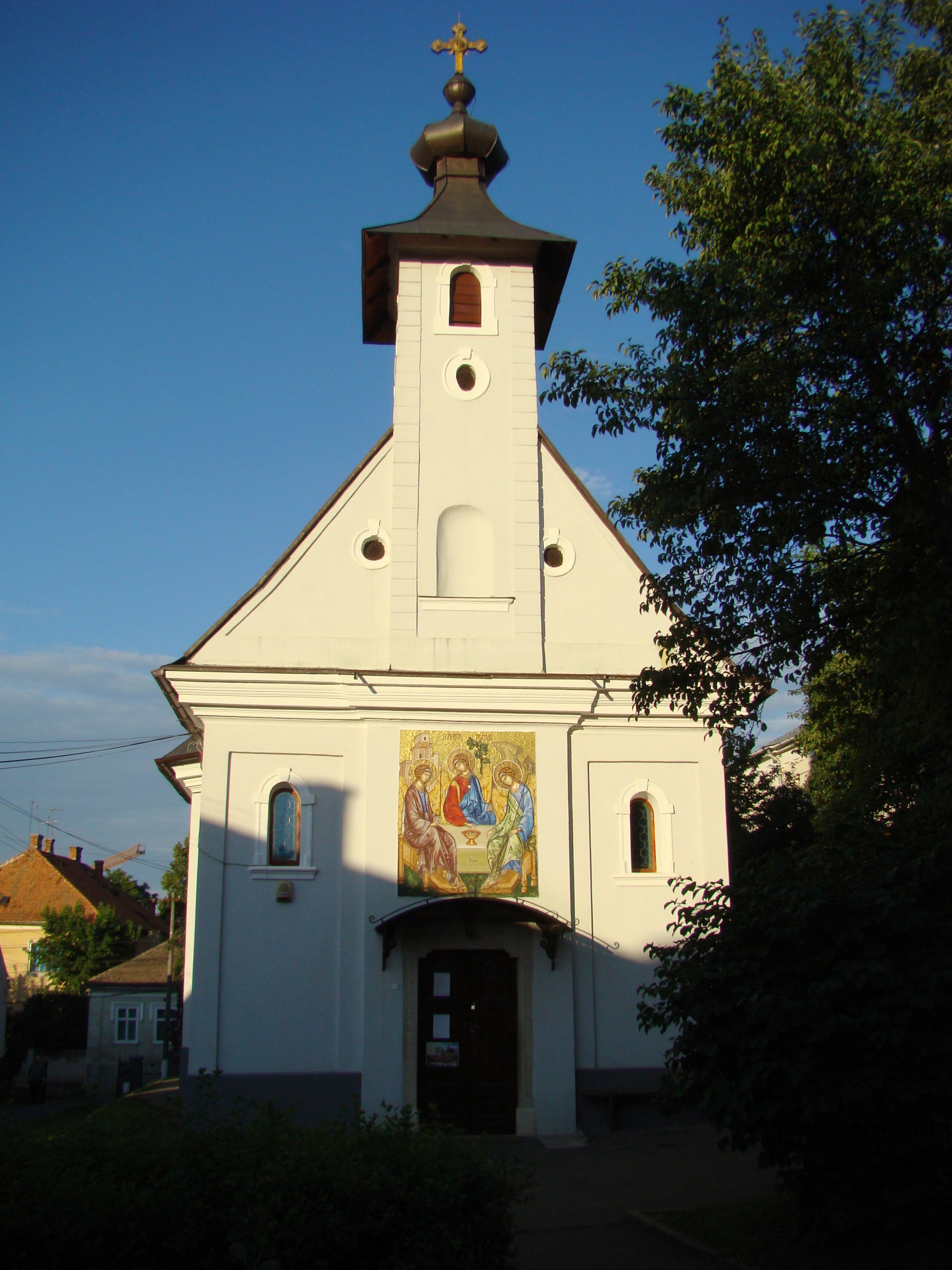
Biserica „Sfânta Treime” din Deal, foto: iulie 2013.

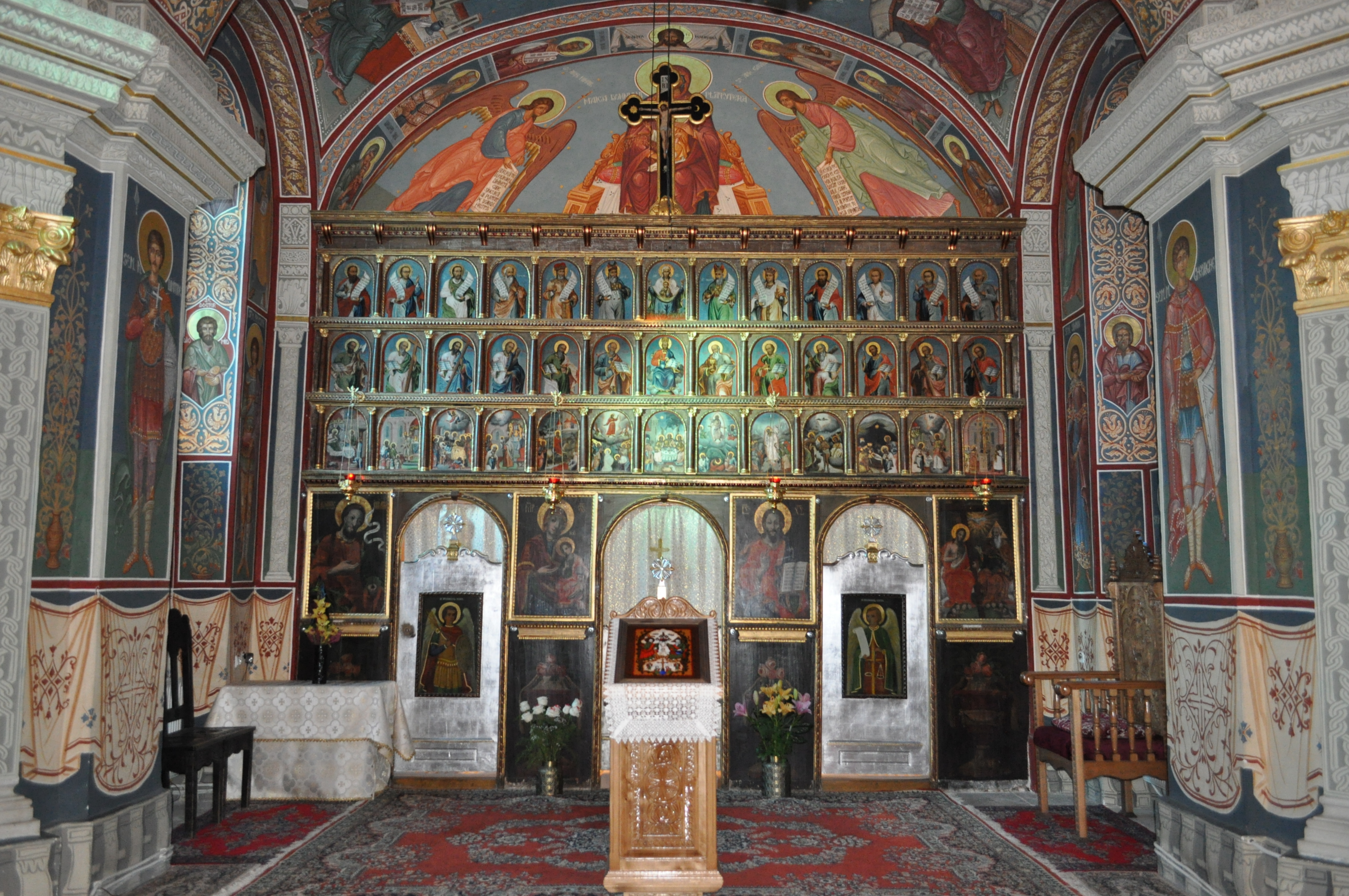
Iconostasul din lemn de tei, realizat de Constantin Zugravu din Brașov

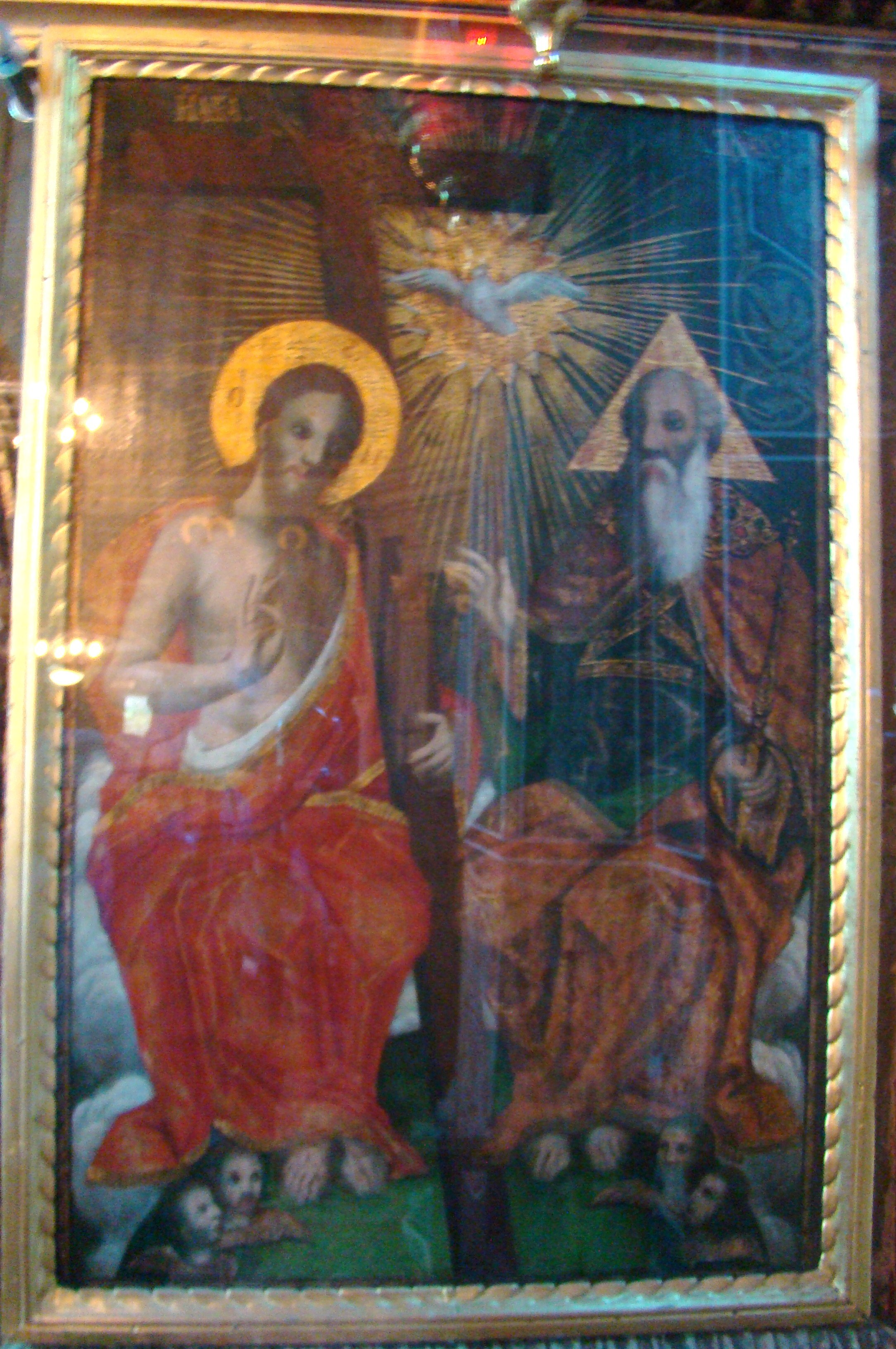
Icoana de hram: Sfânta Treime

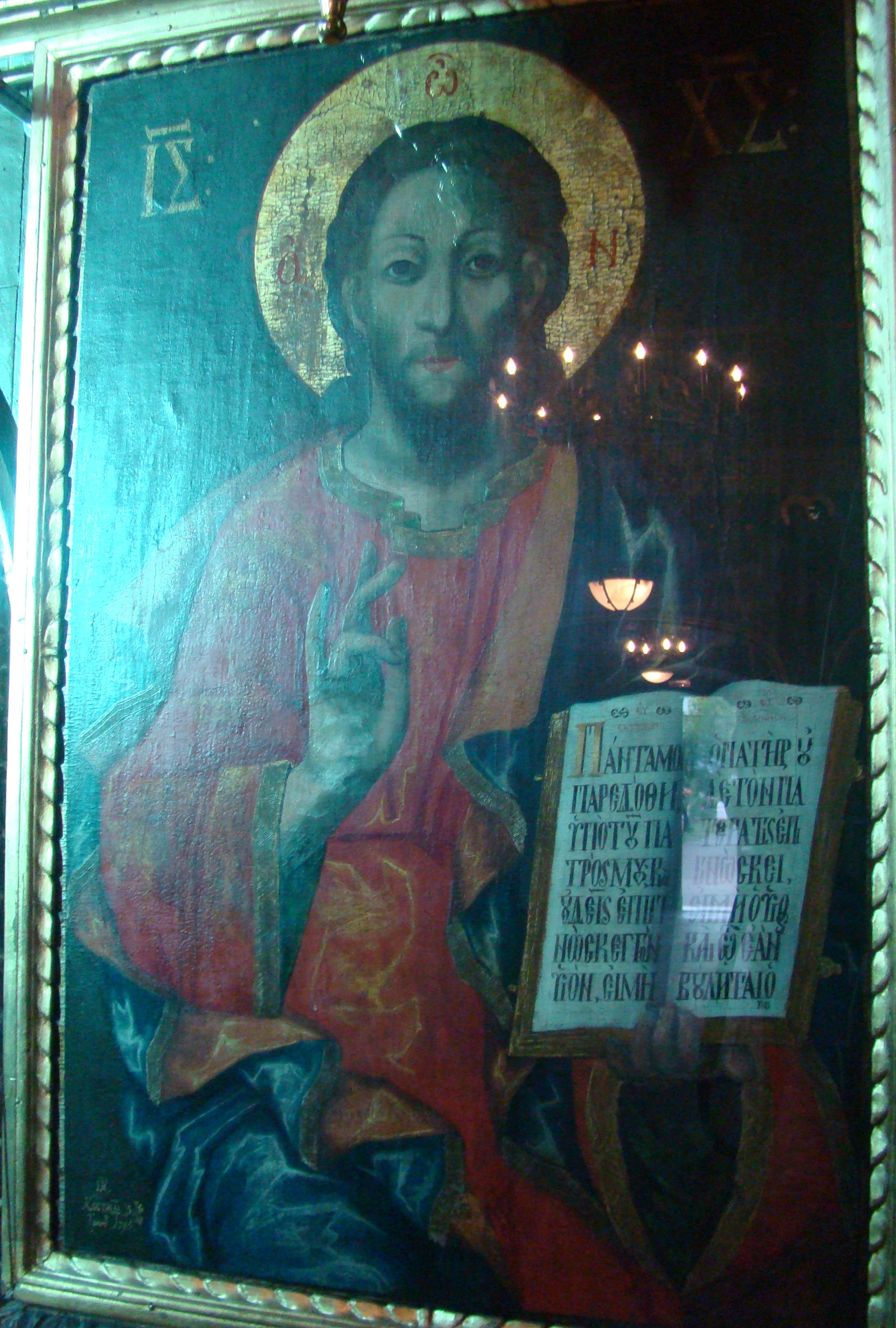
Icoana Mântuitorului

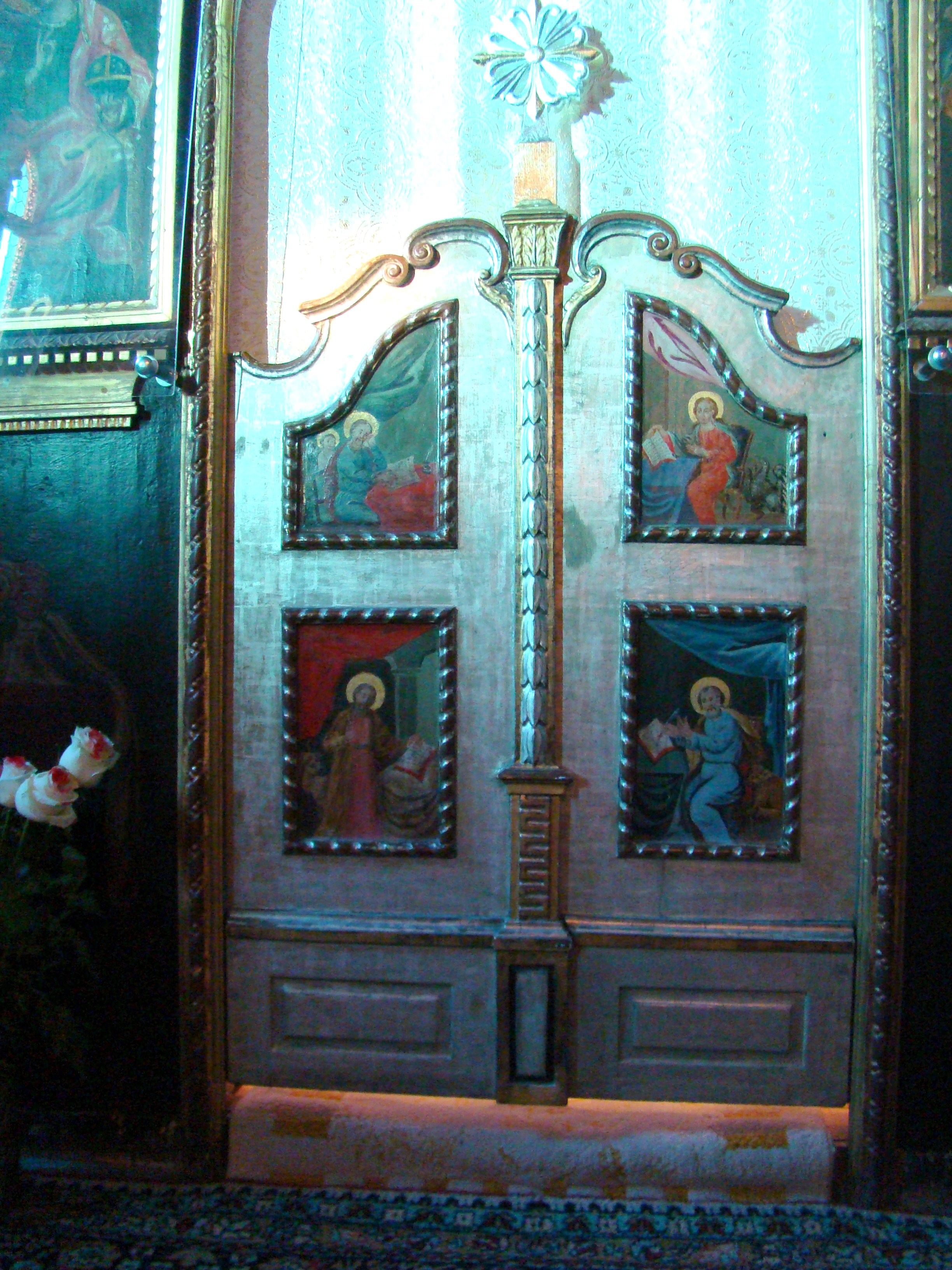
Ușile împărătești: Evangheliștii

Biserica este construită pe axa vest-est și este alcătuită dintr-un pronaos dreptunghiular (cu dimensiunile de 4,16x5,60m), o navă (cu dimensiunile maxime 6,10x7,90m), un spațiu îngust în fața iconstasului (2,90x5,60m) și o absidă semicirculară în interior și poligonală în exterior.
Pridvorul tăvănit este despărțit de navă prin trei arcade, dintre care cea centrală are o deschidere în formă de mâner de coș, iar cele laterale au deschideri semicirculare. Cele trei arcade poartă la etaj o balustradă de zid, decorată cu o cornișă în partea superioară.
Pereții navei sunt flancați în colțuri de pilaștri masivi, tratați în planuri verticale diverse. Elementul definitoriu al bisericii este situarea pilaștrilor masivi de colț în unghi de 45° în raport cu pereții navei, fapt care transformă tipologia spațiului interior într-una octogonală, specific barocă. Pilaștri de colț susțin două arcuri cu deschidere semicirculară, care se încrucișează, servind ca elemente de susținere a calotei boeme a cărei înălțime maximă este de 7,05 metri.
Pictura murală a interiorului este de dată recentă.

## Varia
Biserica deține mai multe vechi icoane, cărți și manuscrise, printre care "Liturghierul" din 1797, menționat mai sus.

## Imagini din exterior

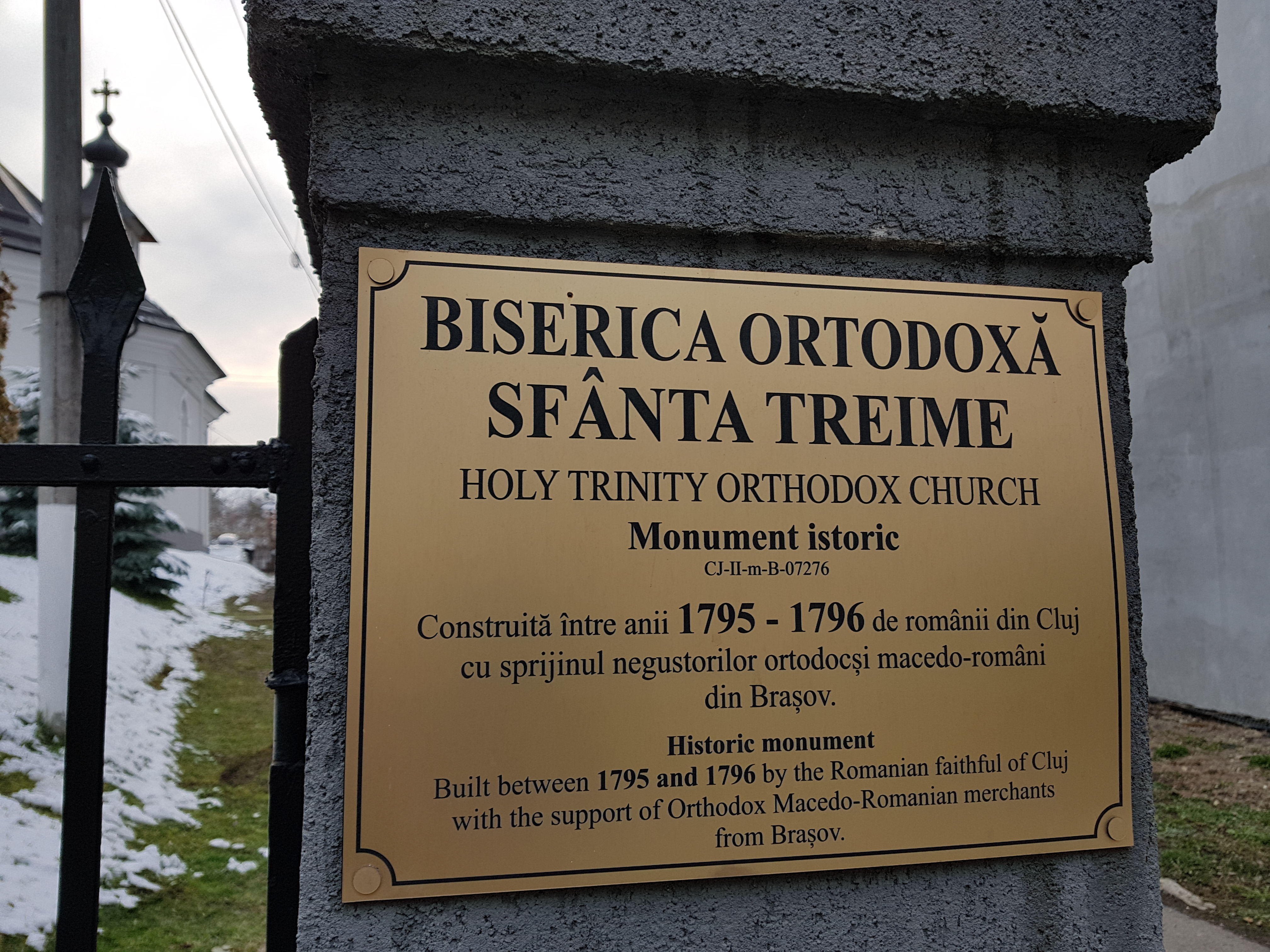
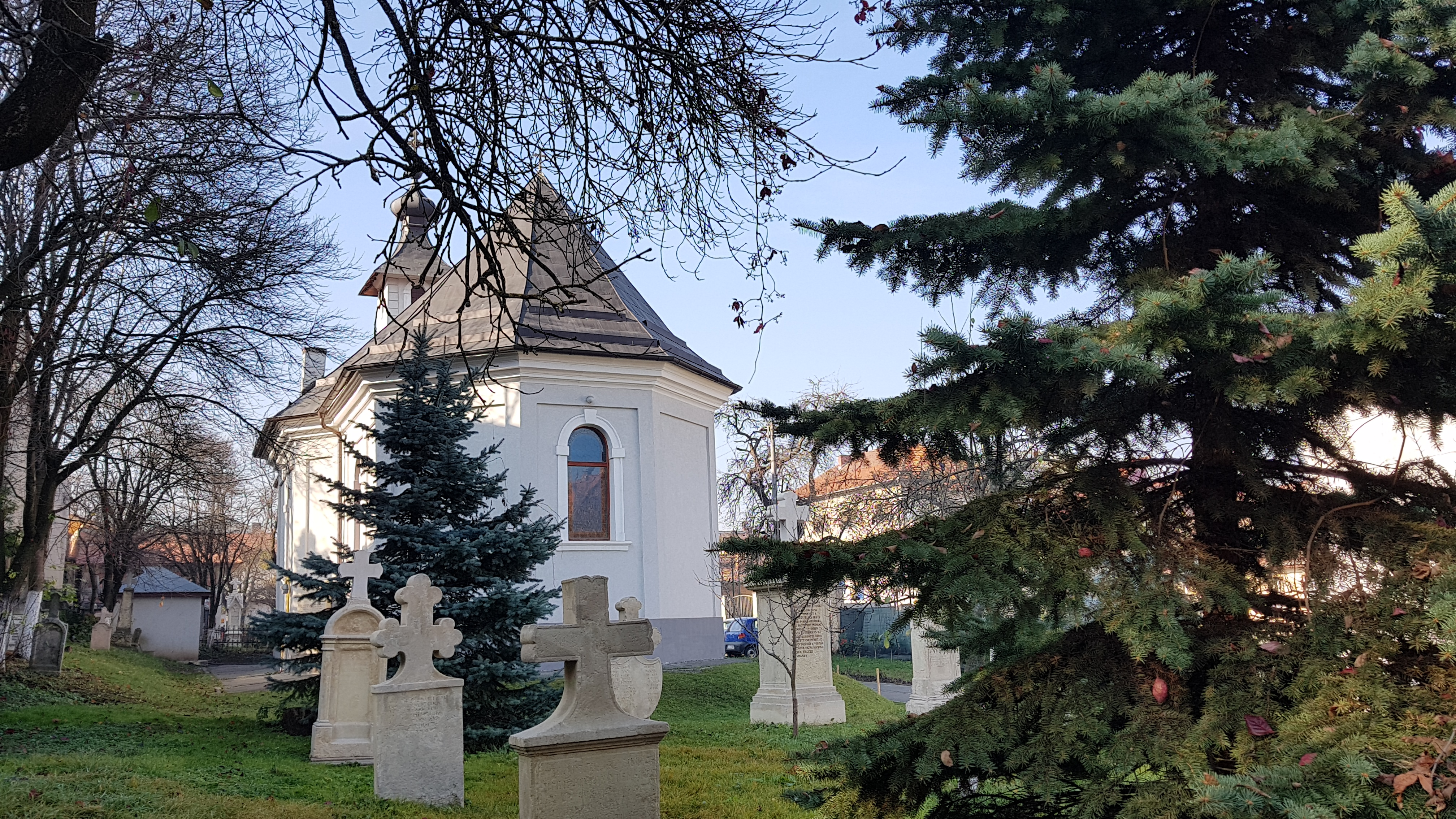
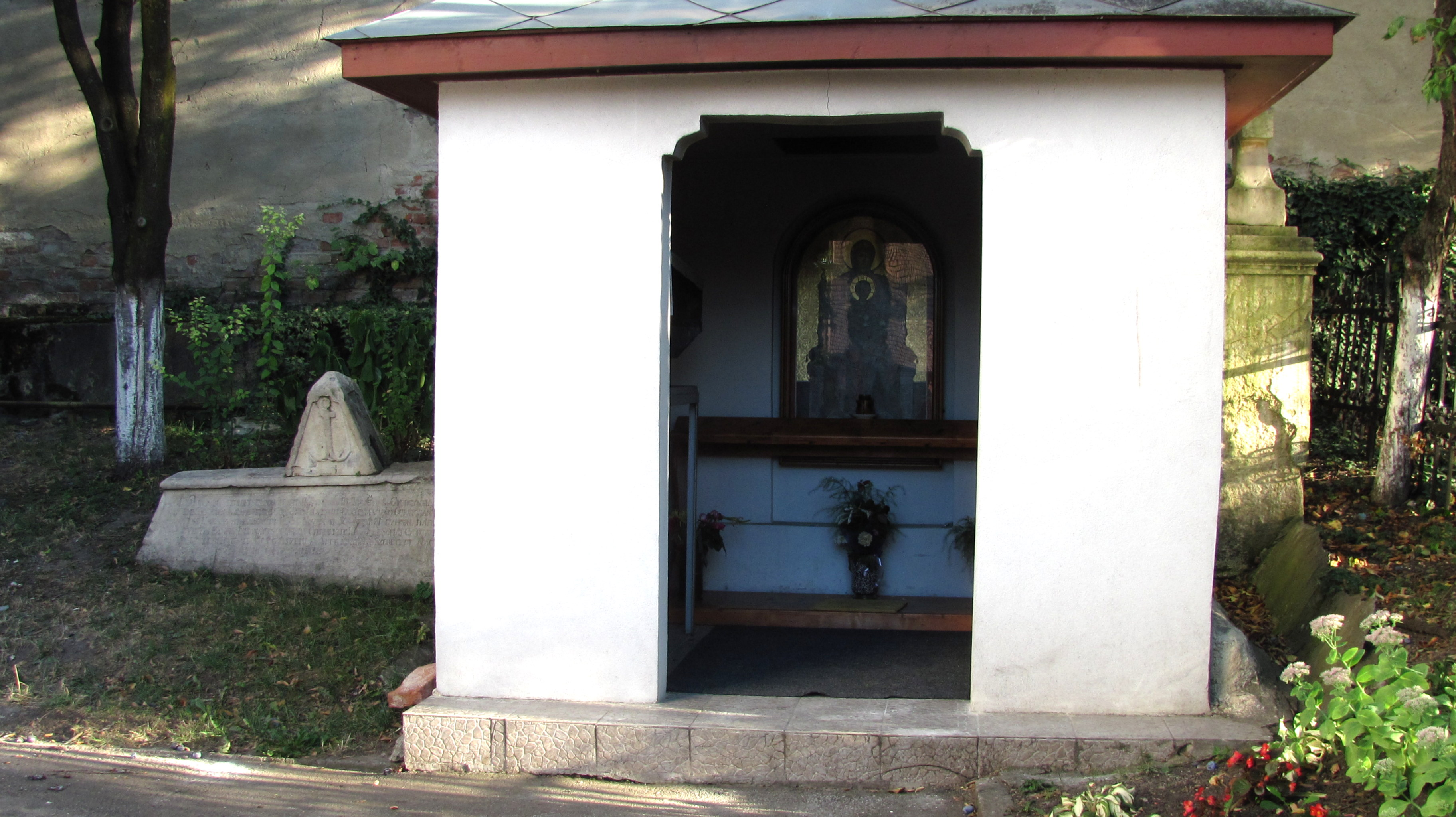
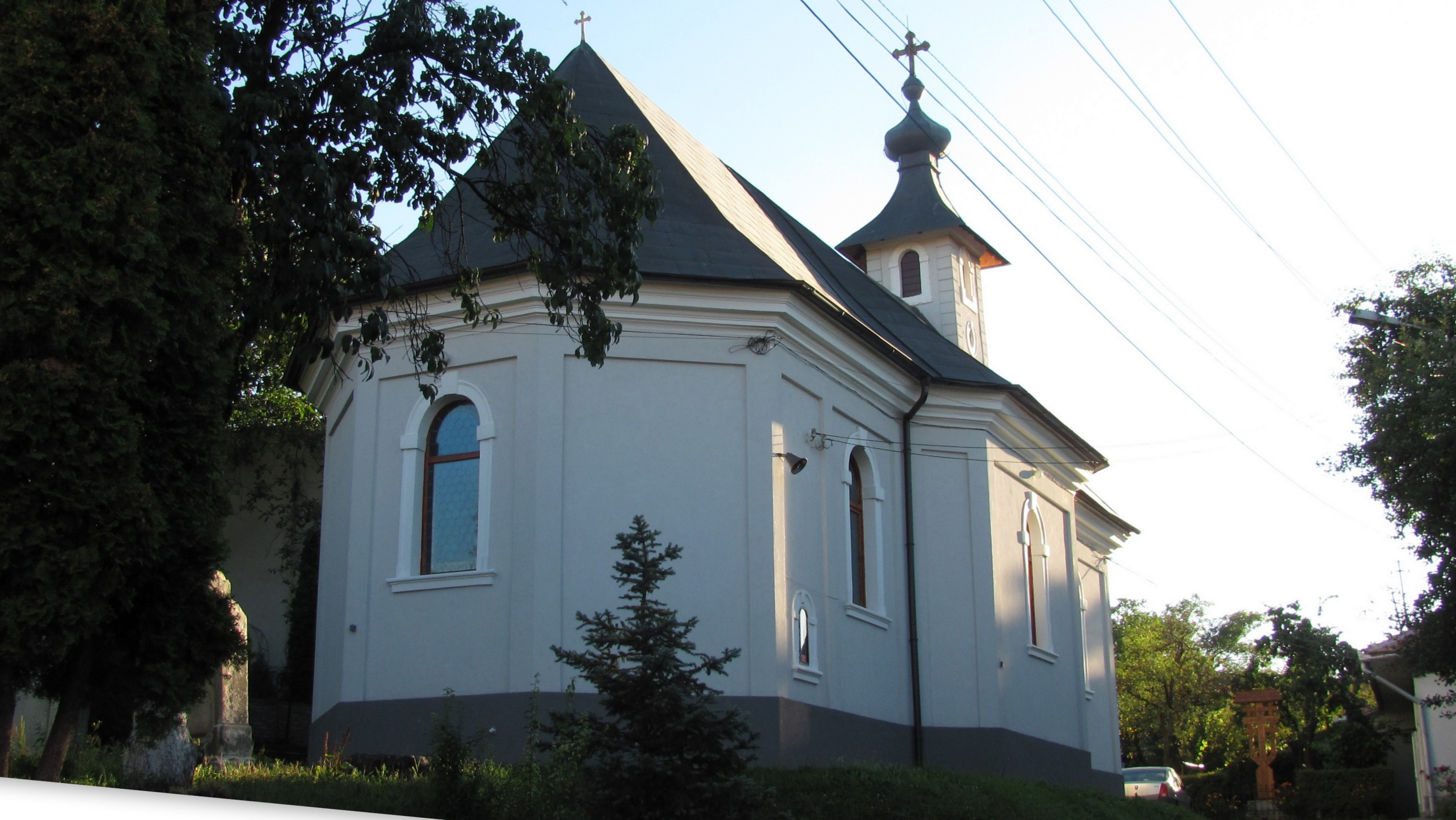
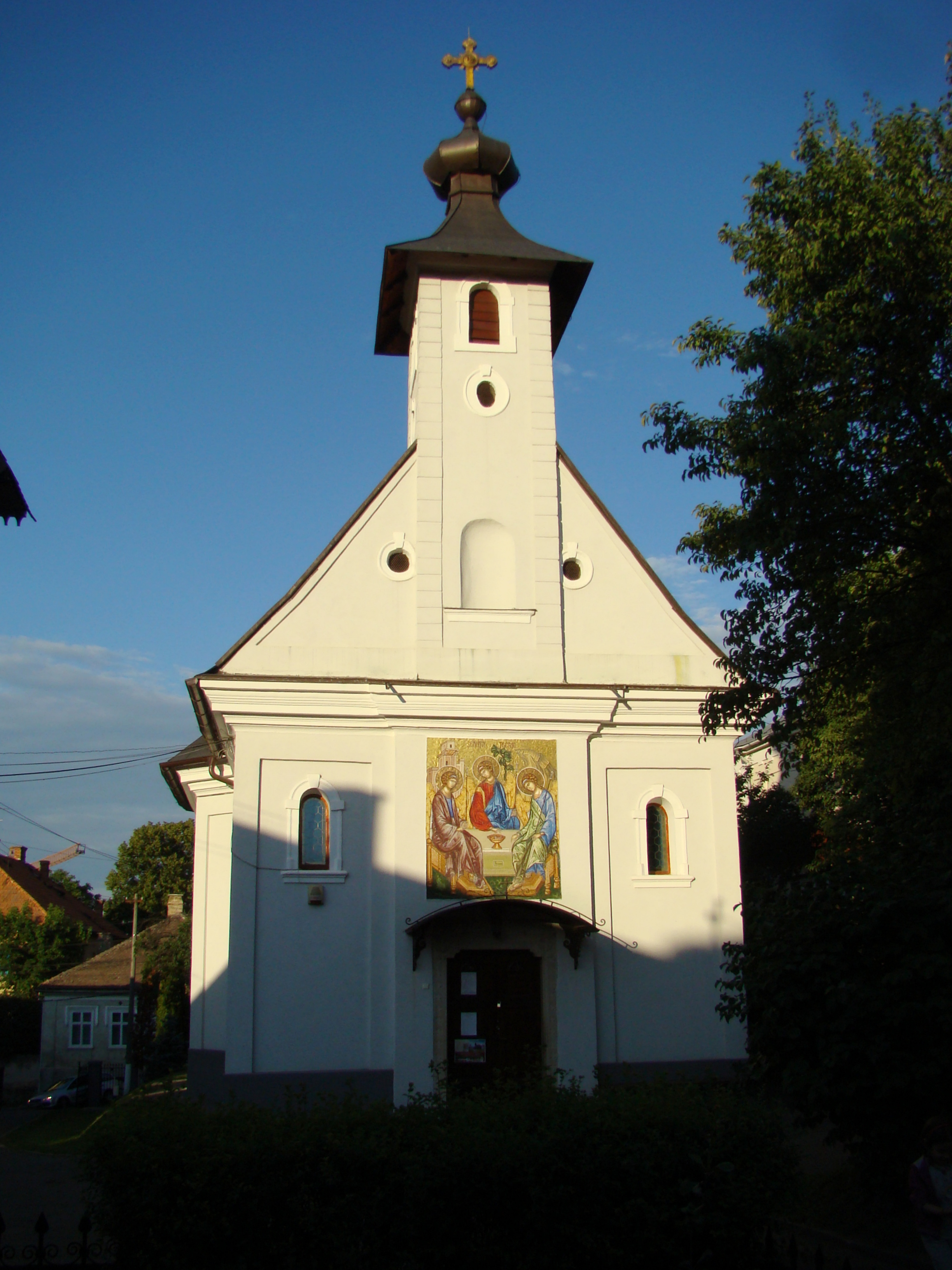
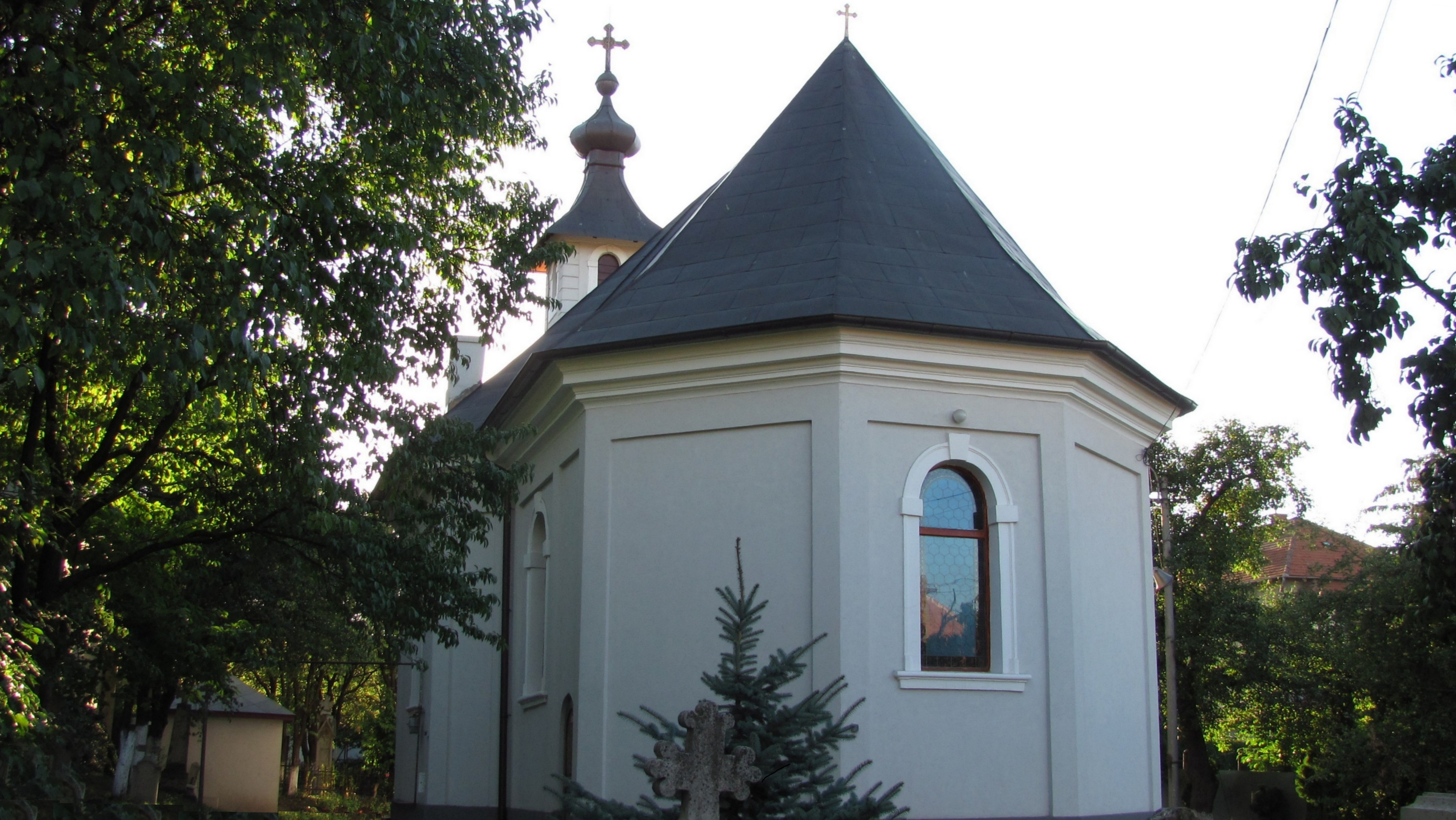
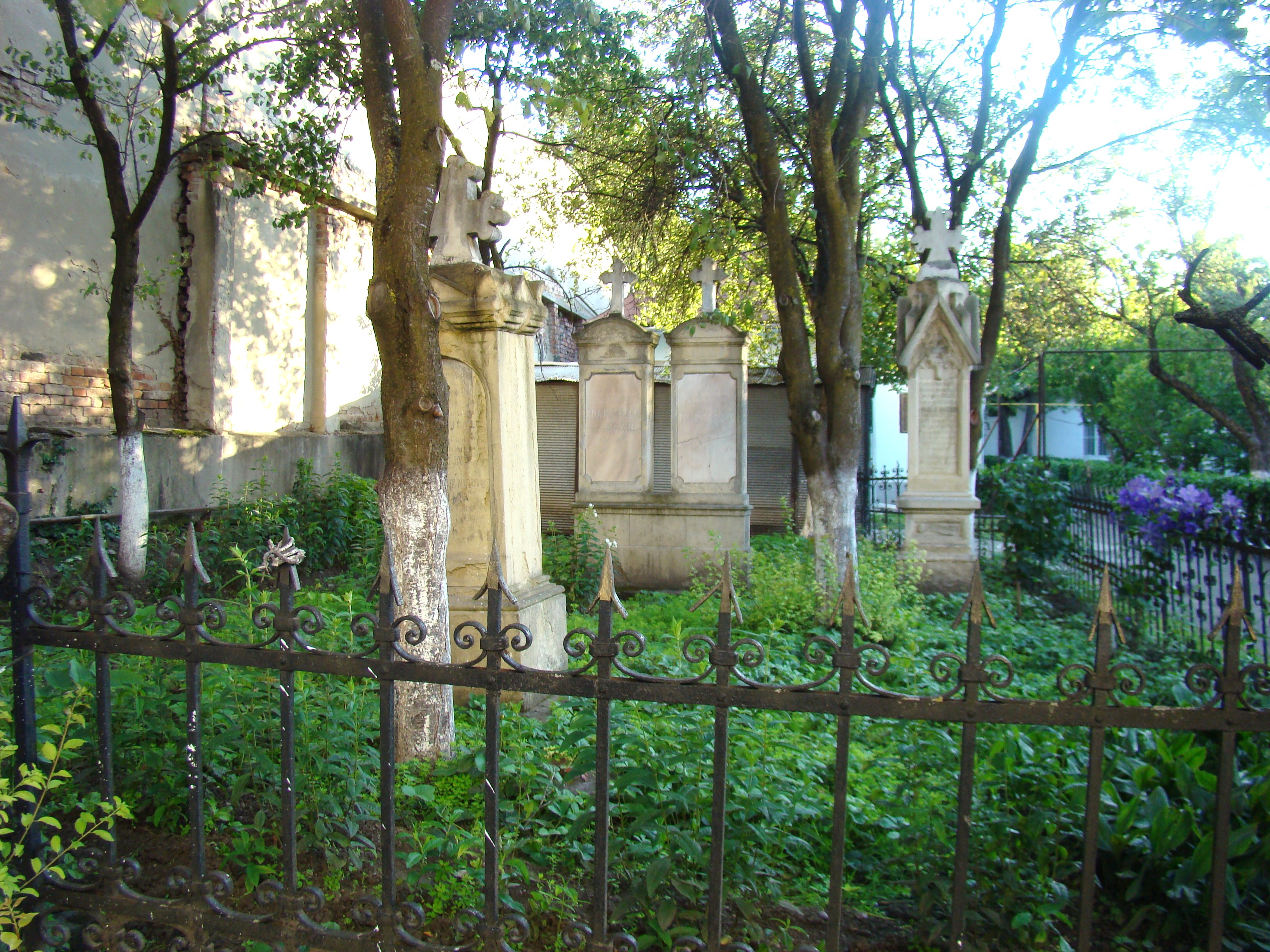
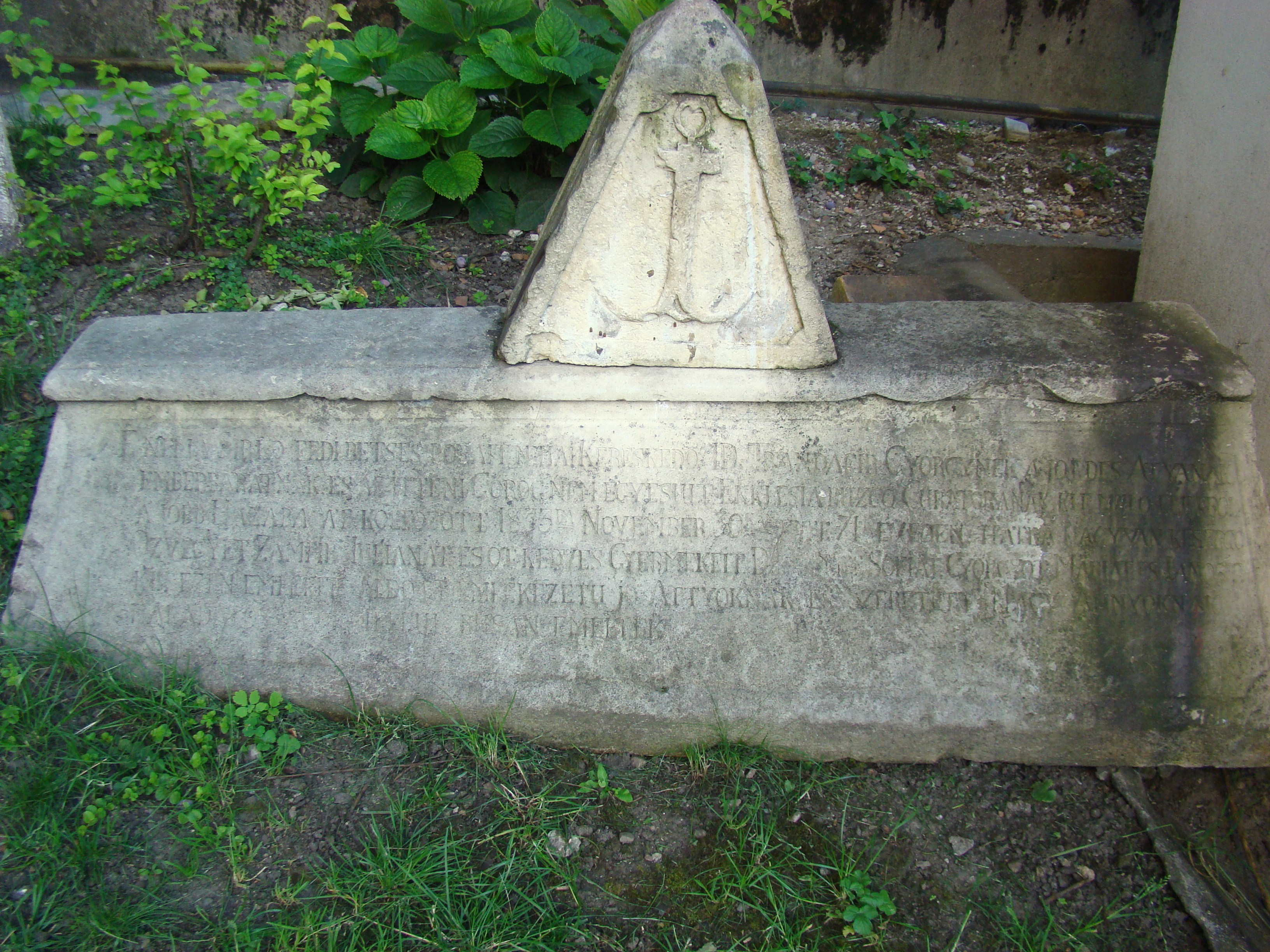
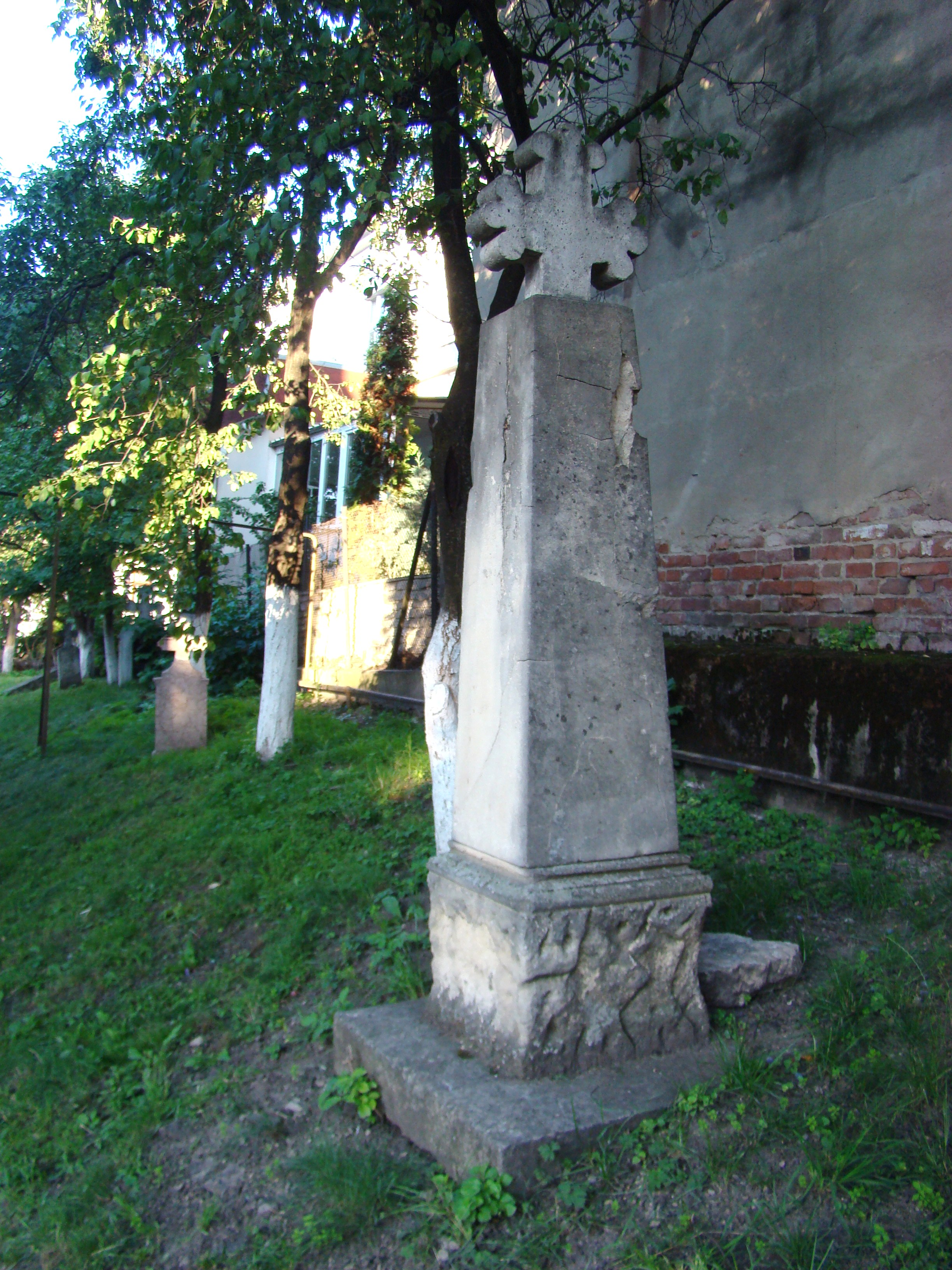
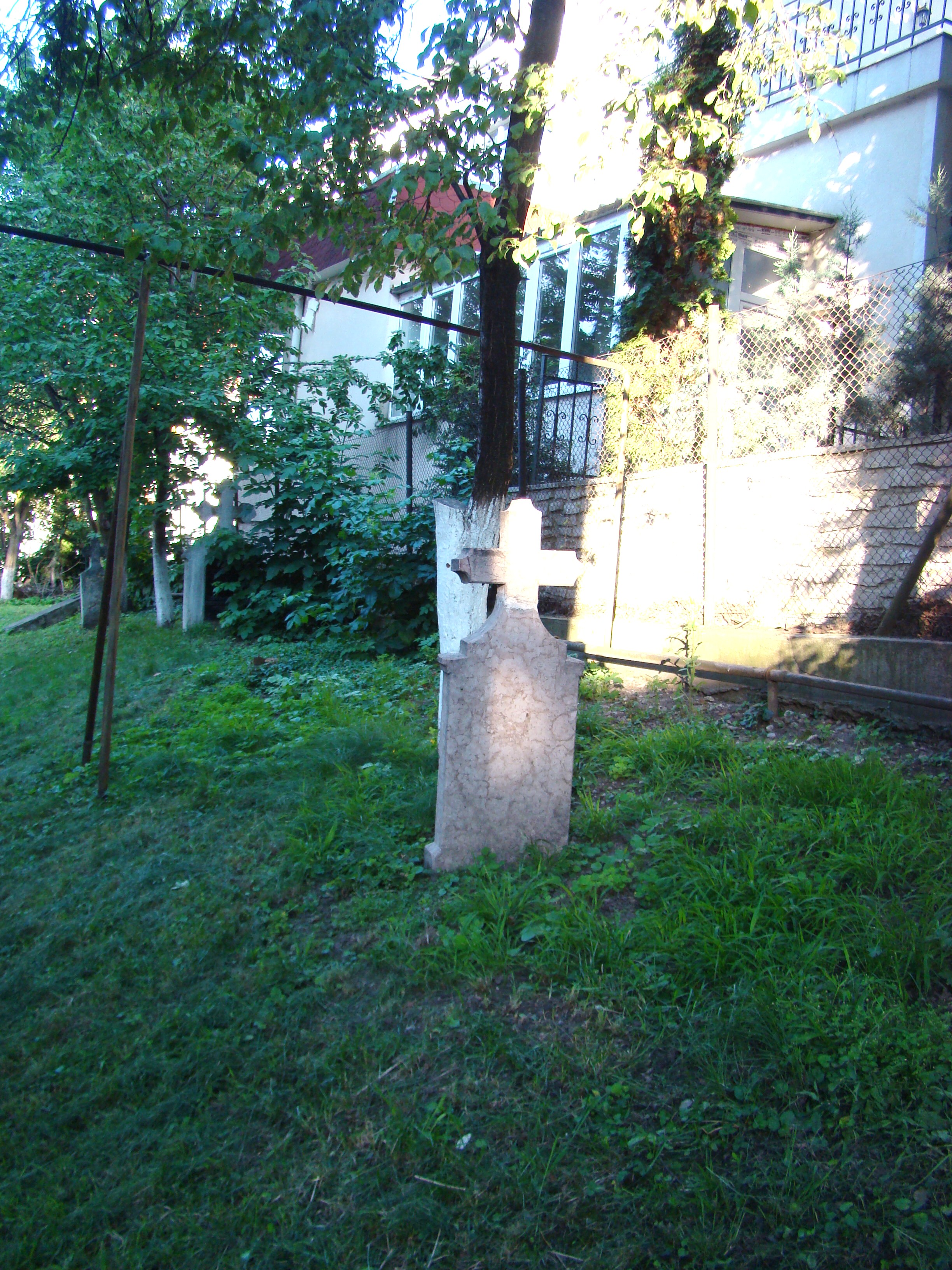
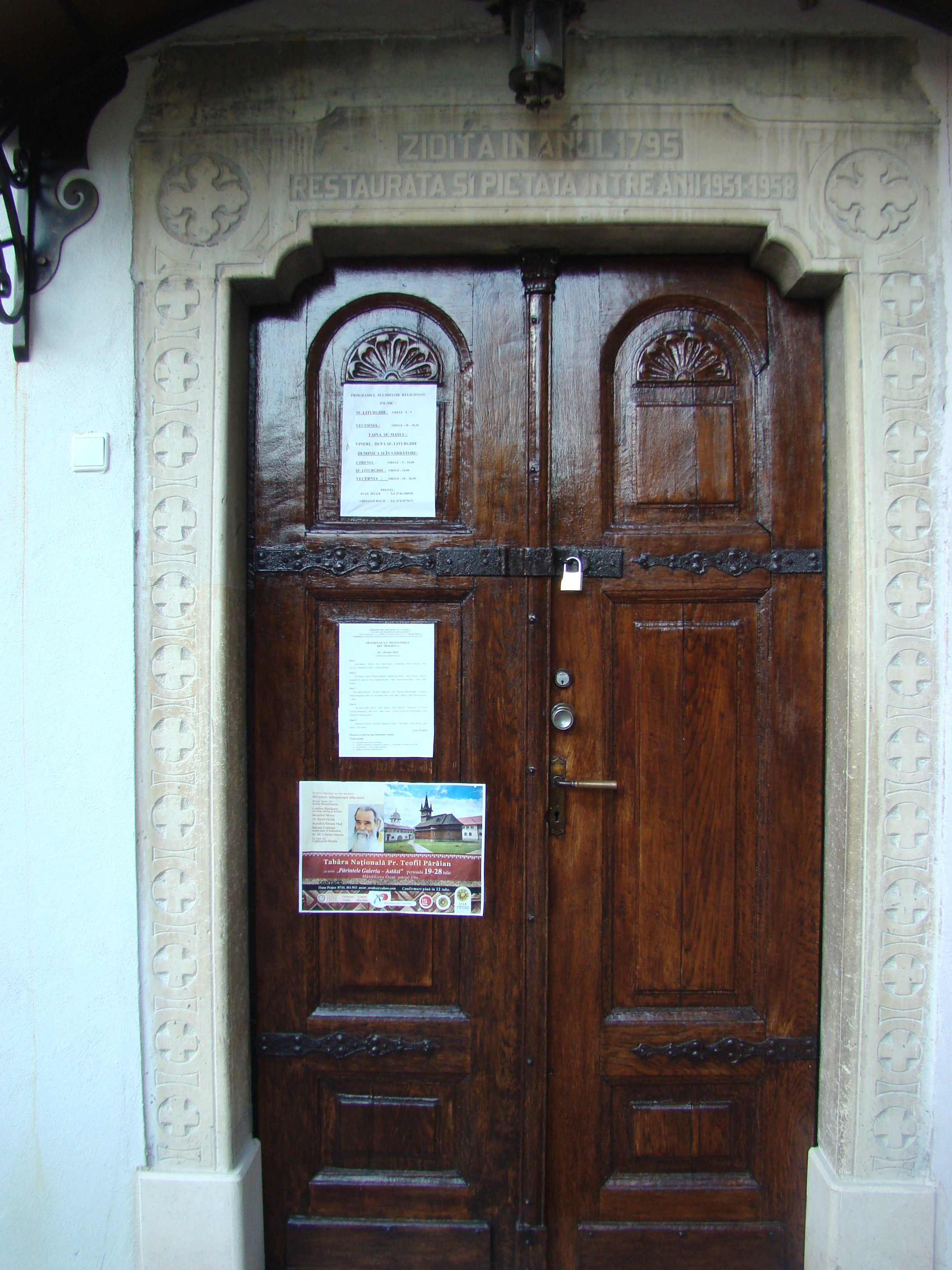
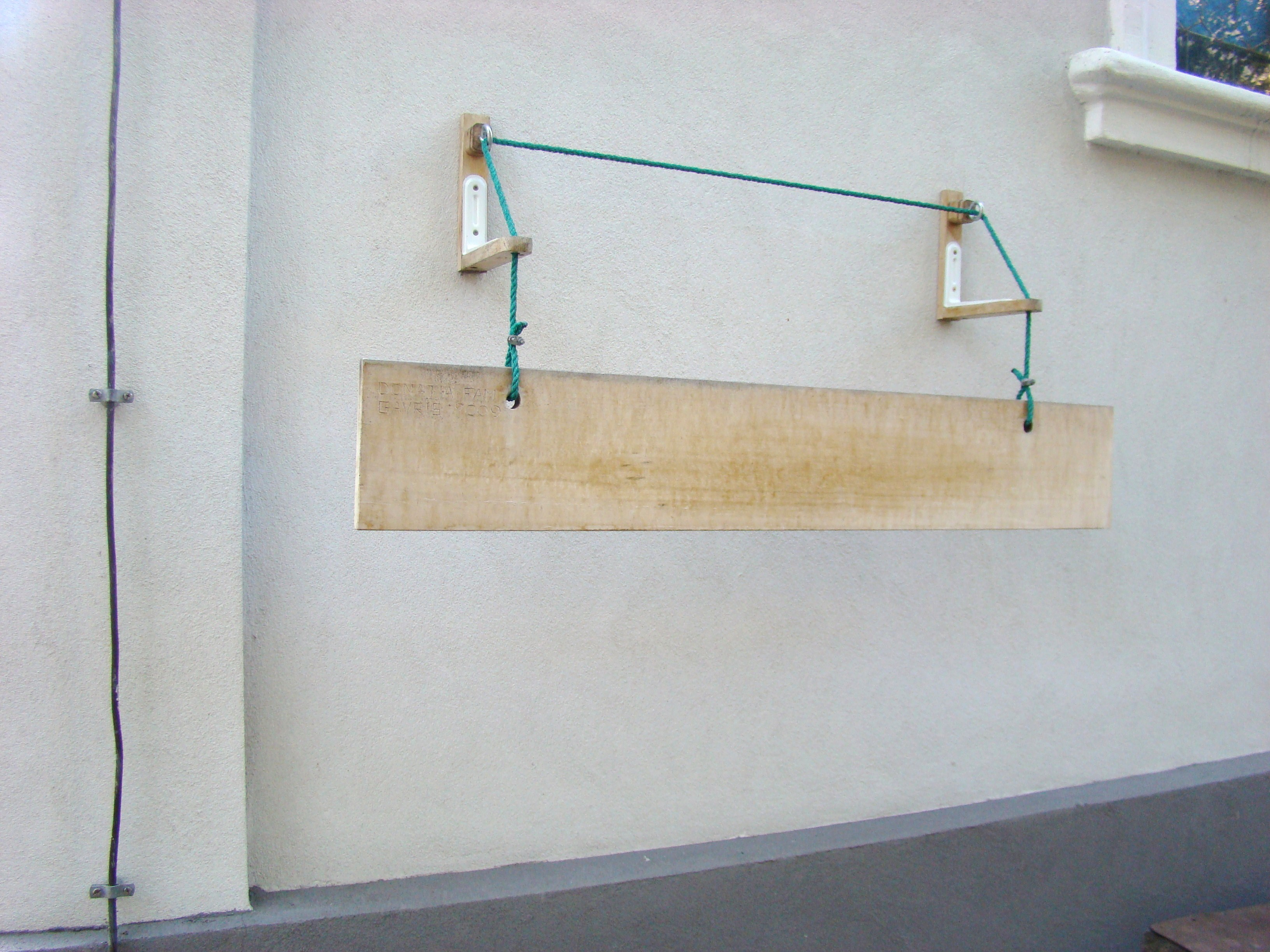

## Imagini din interior

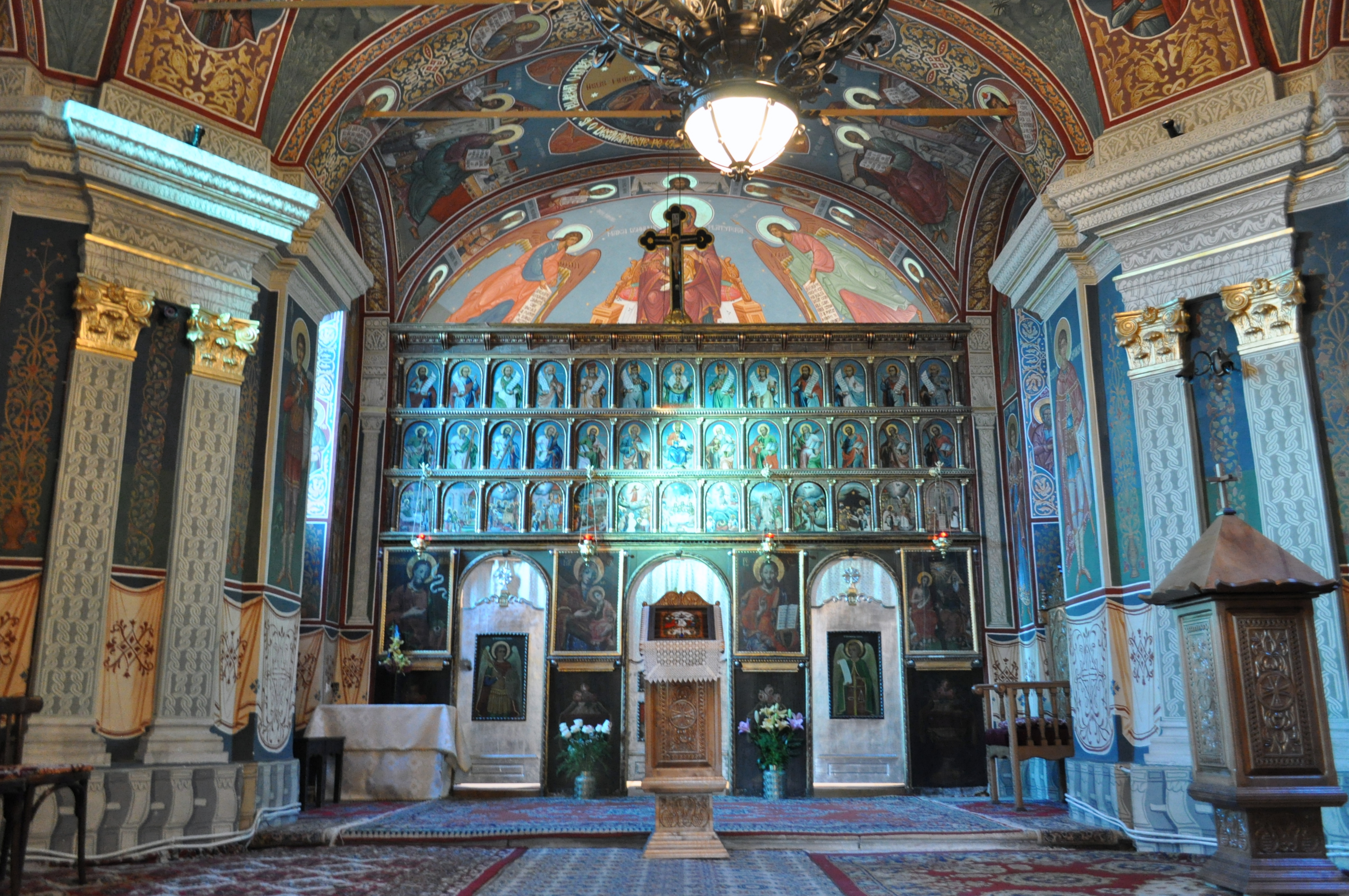
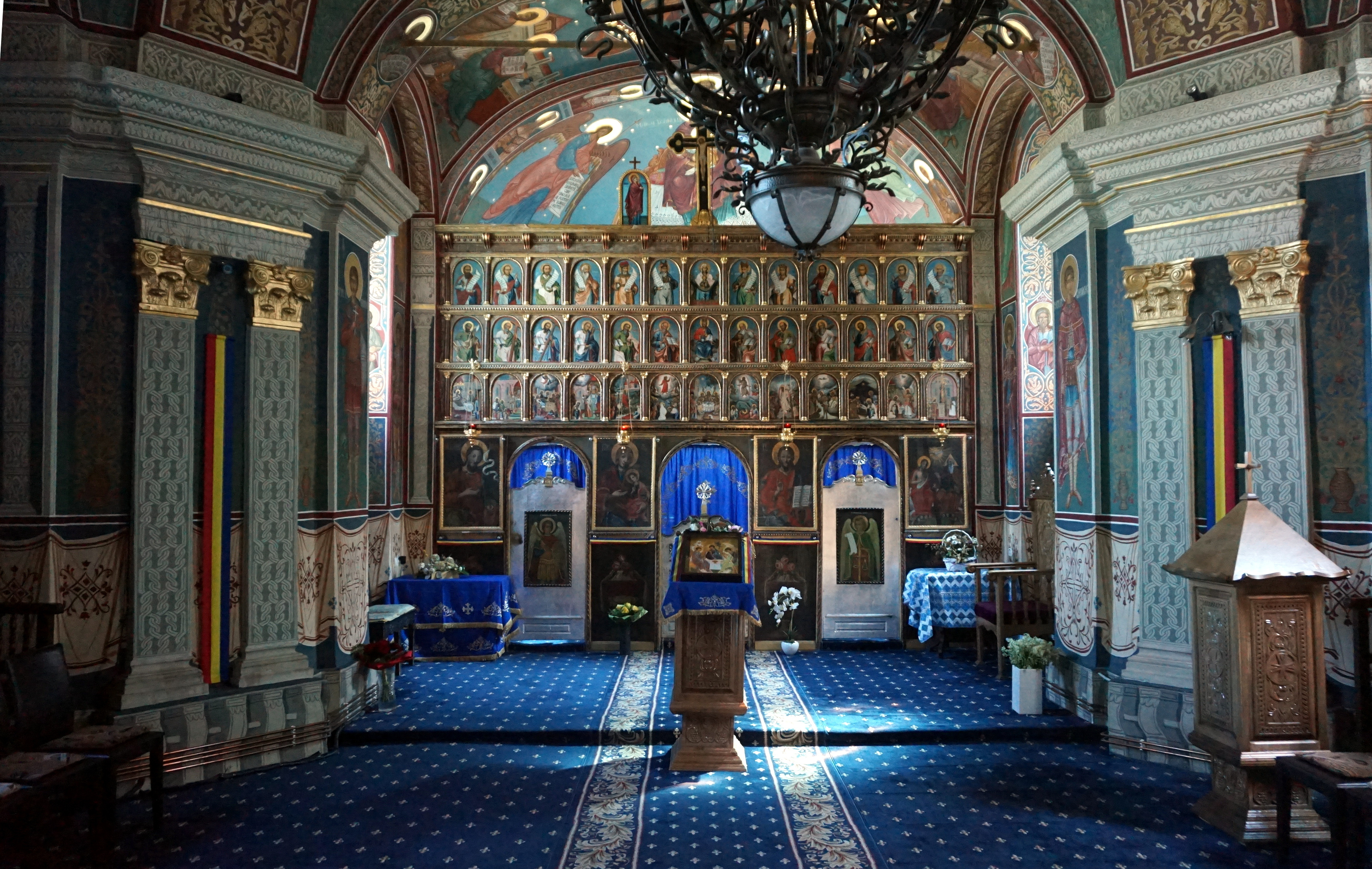
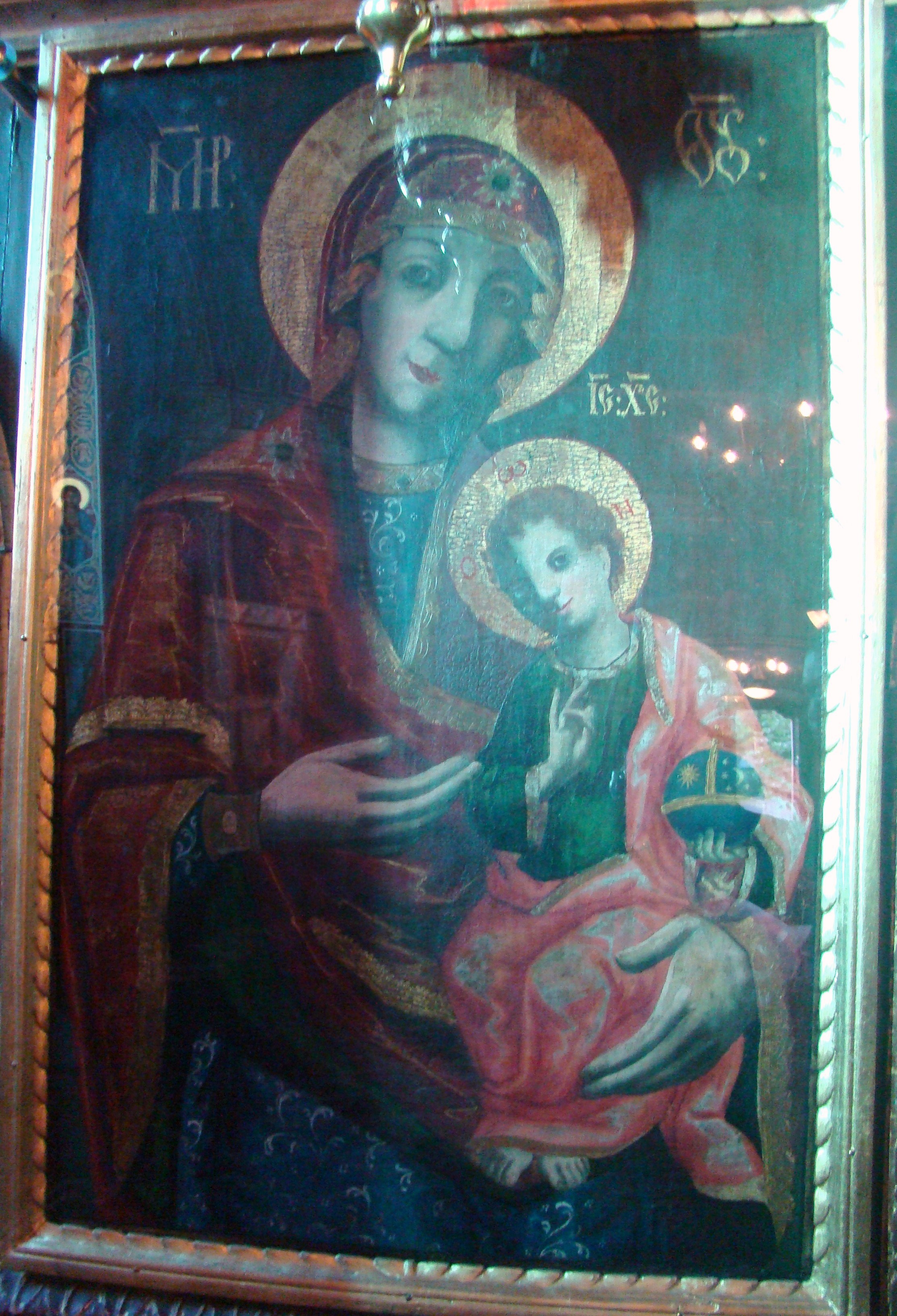
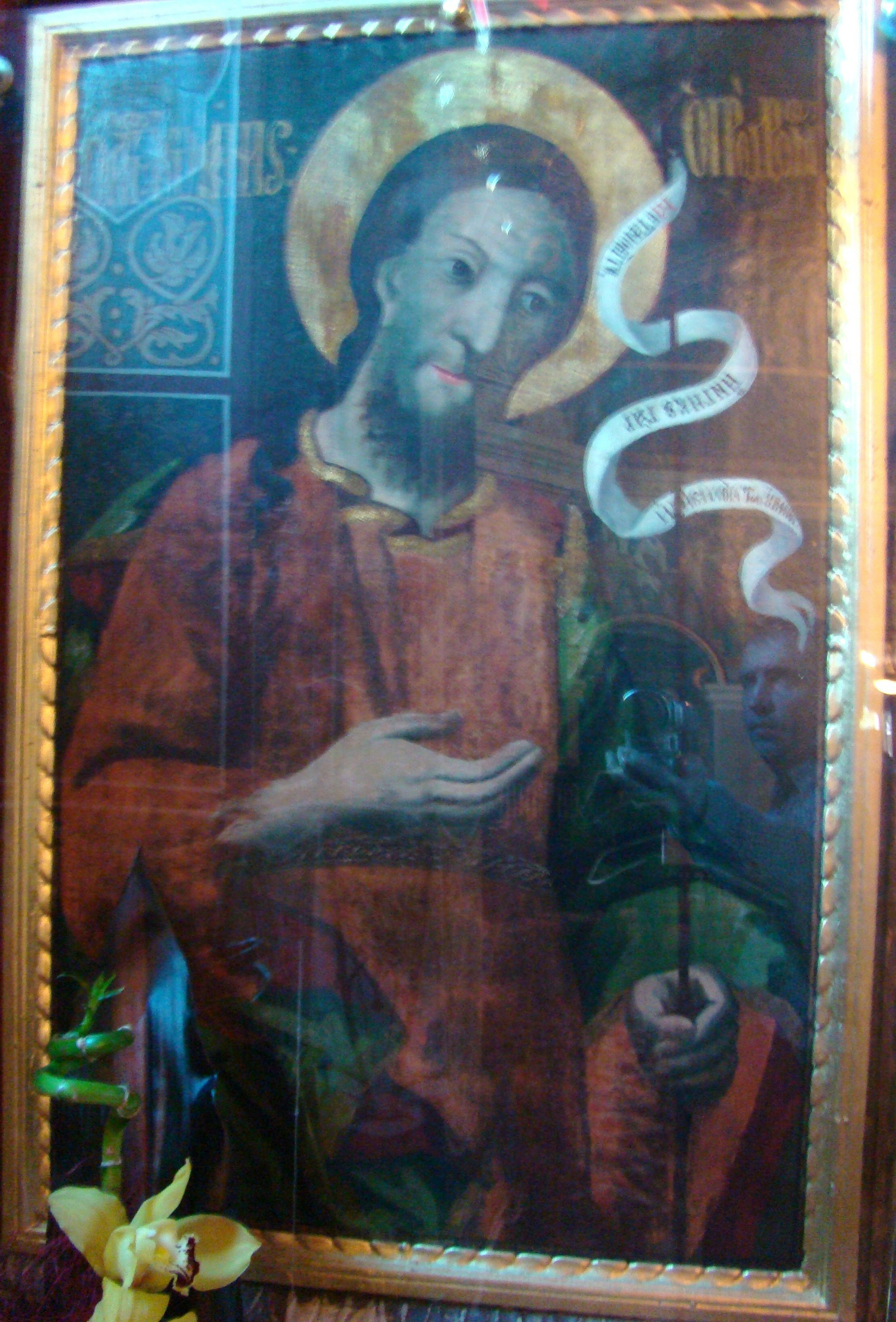
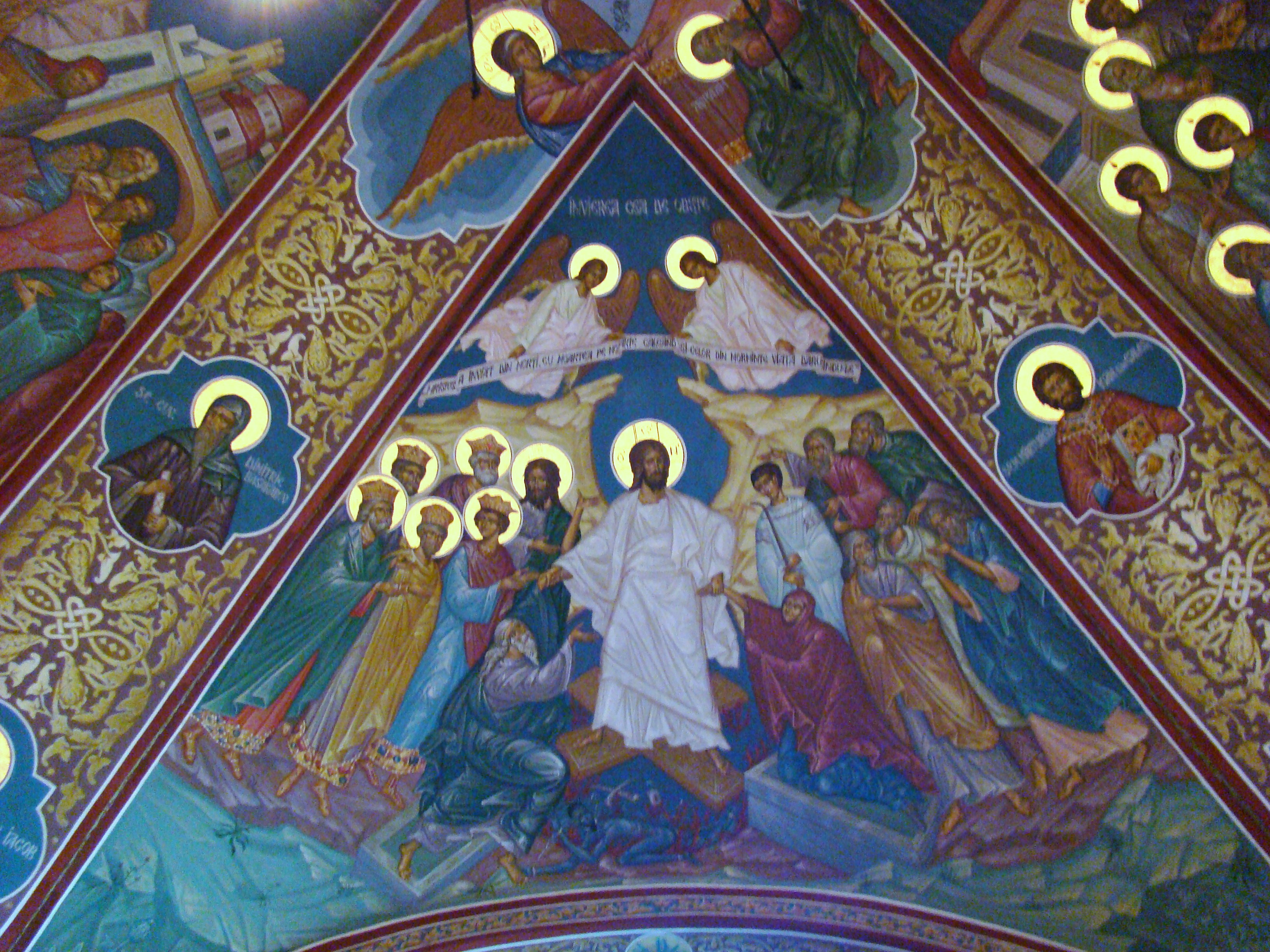
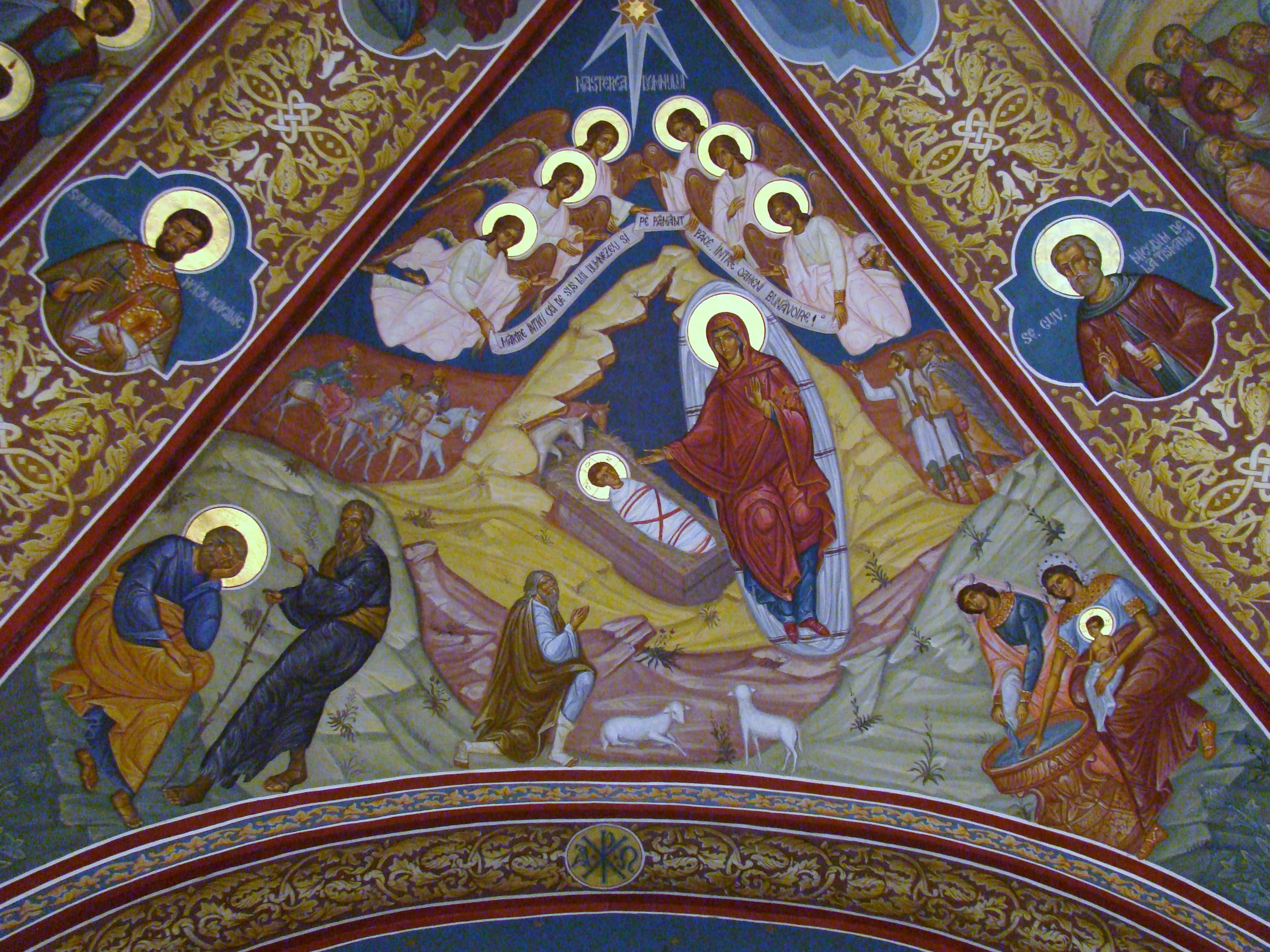
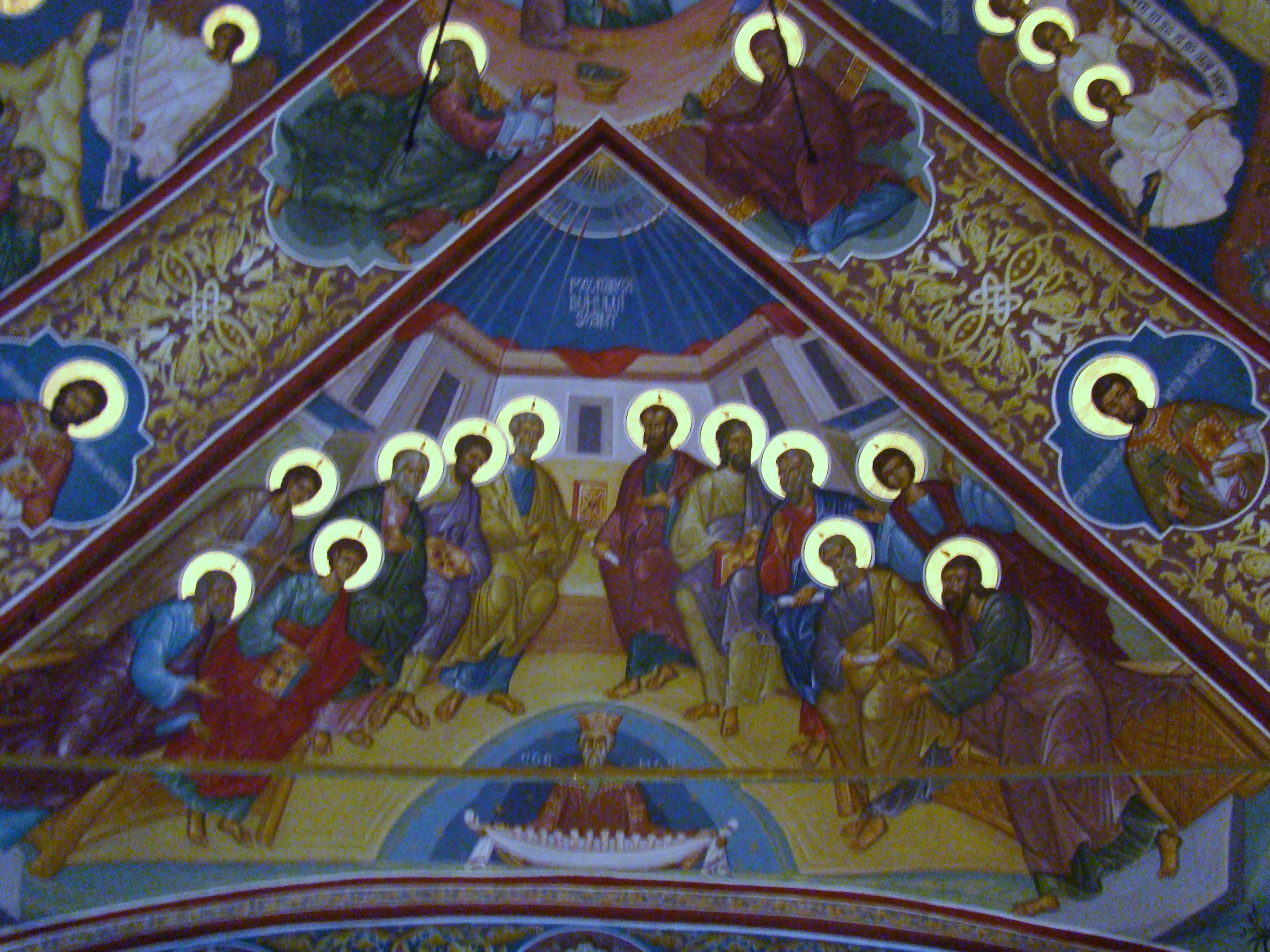
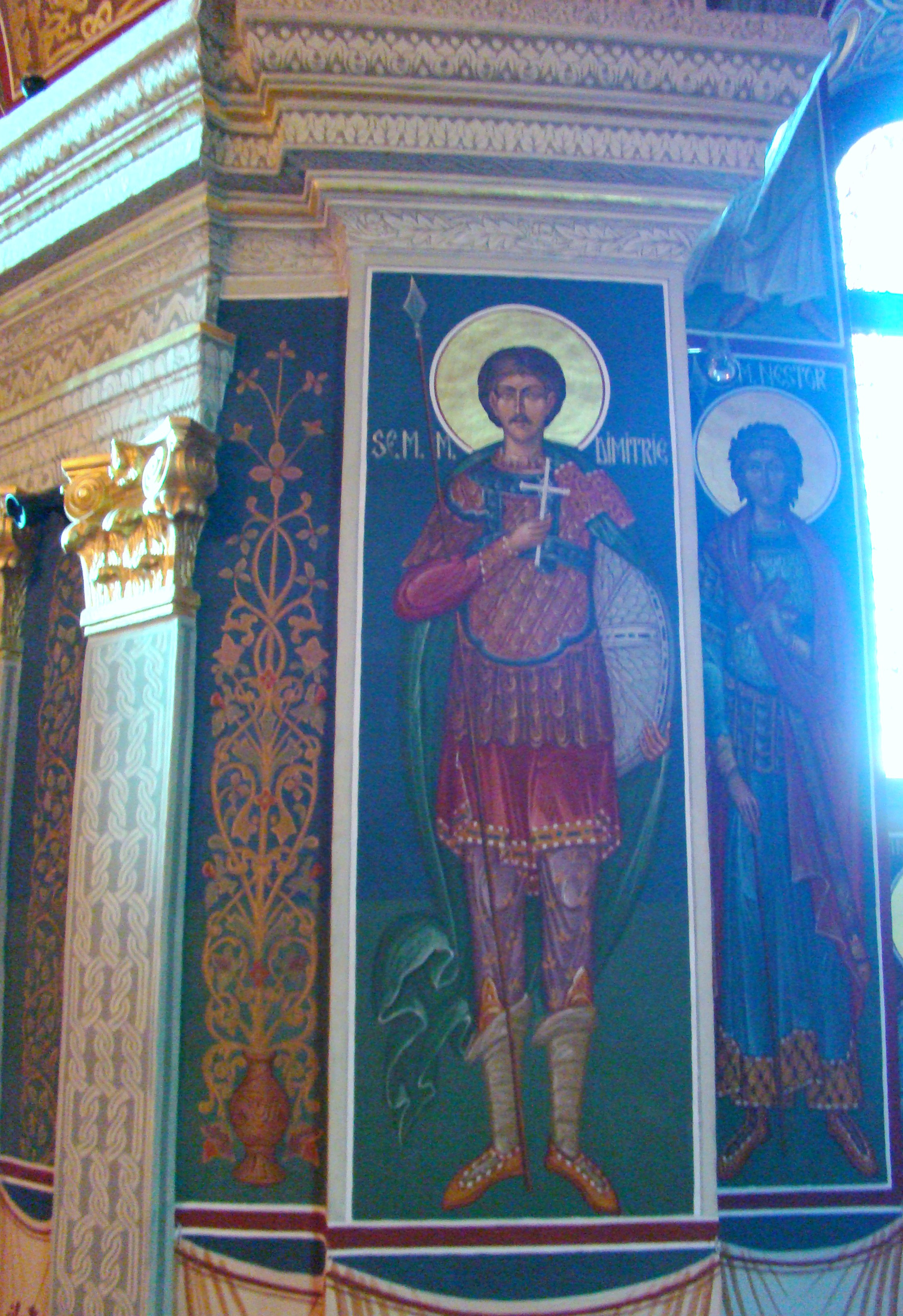
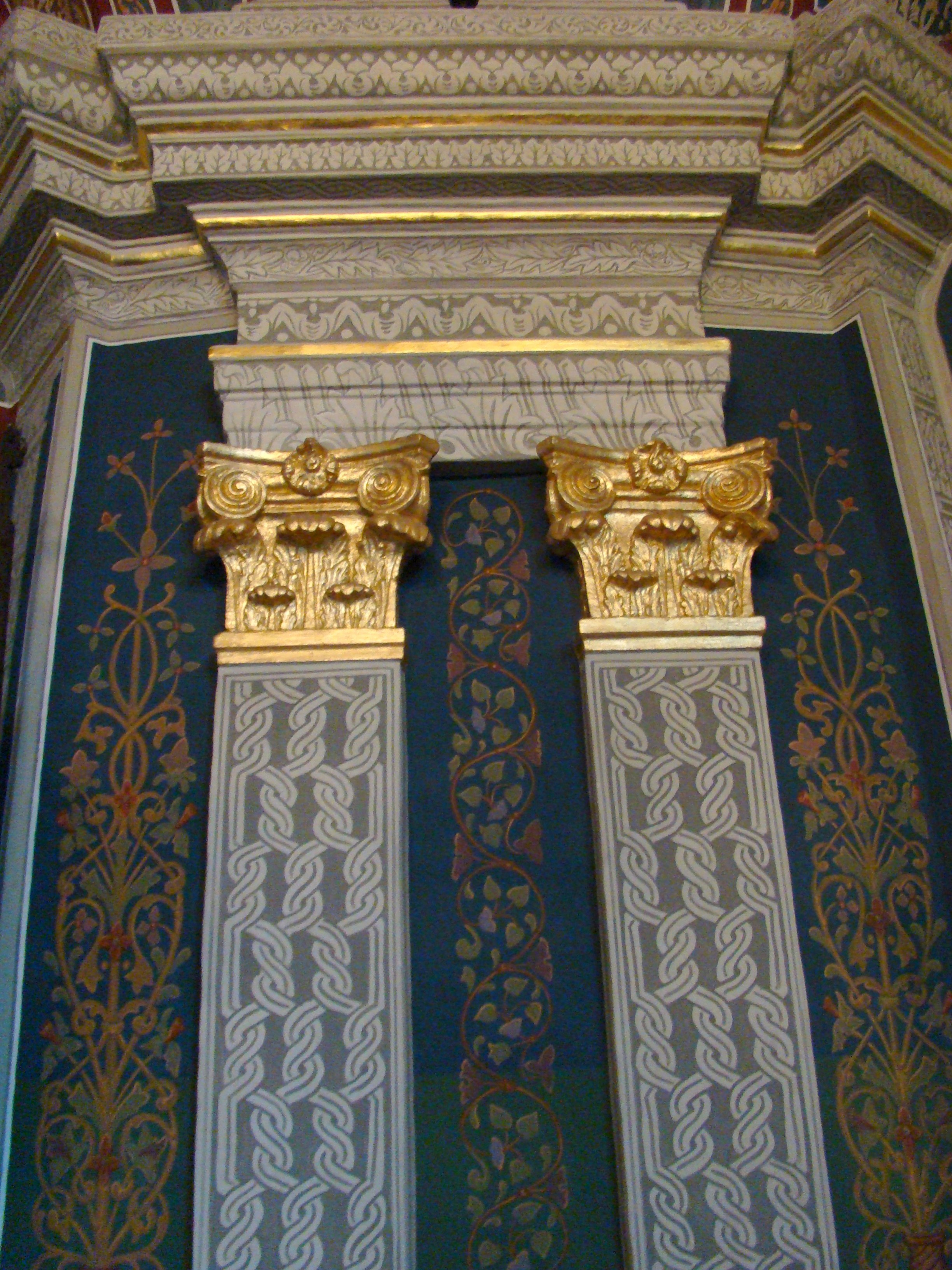
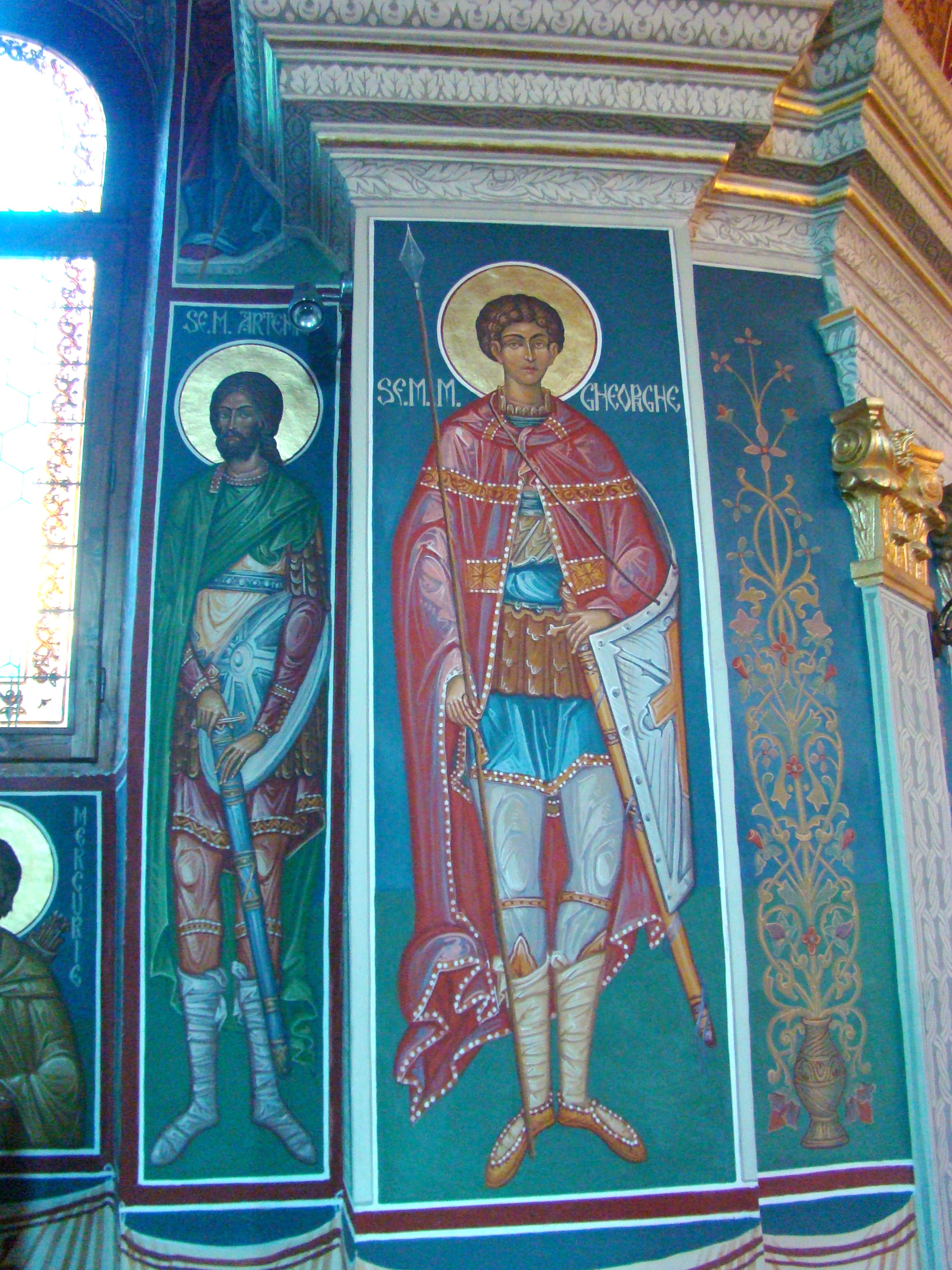
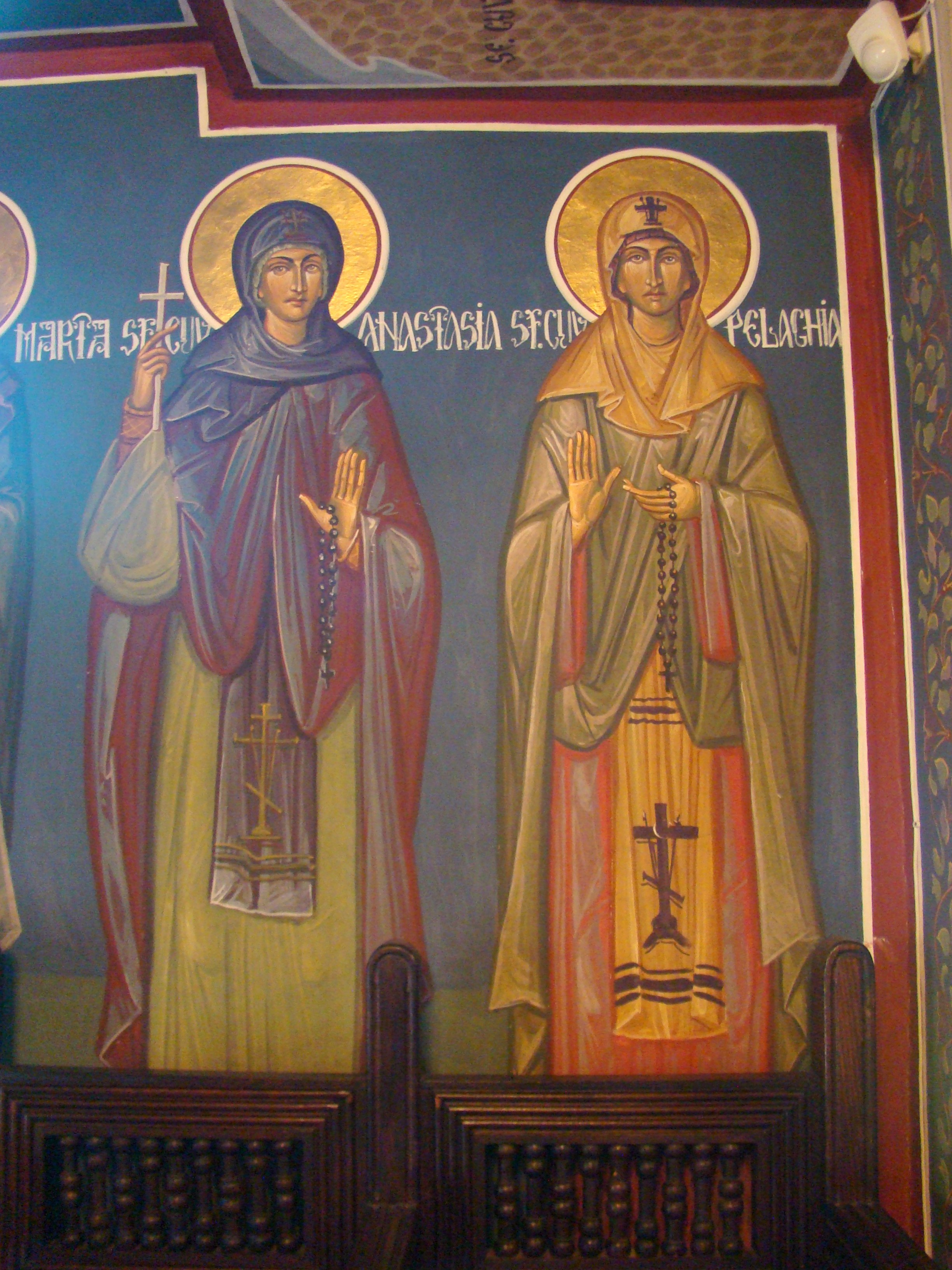
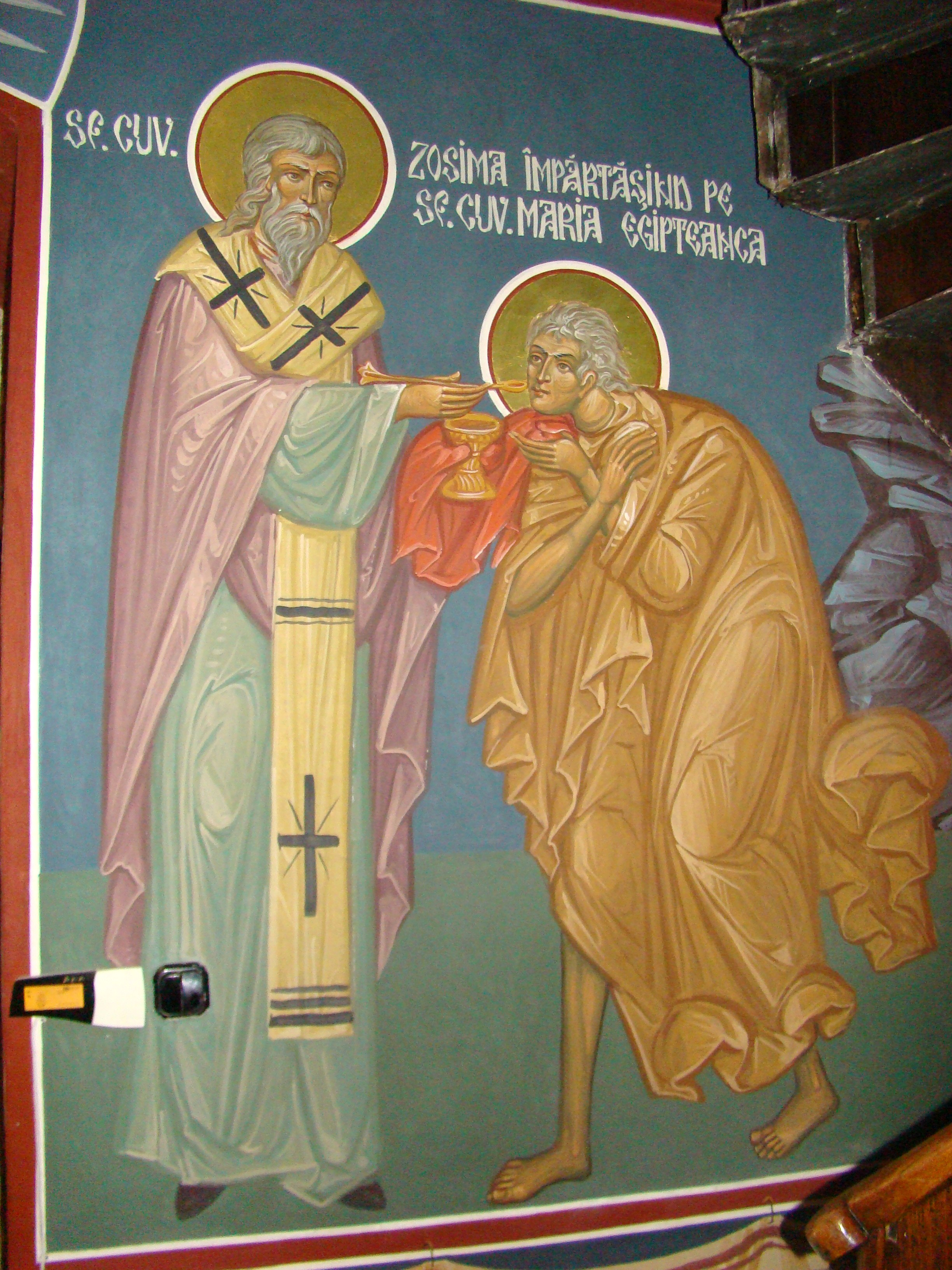
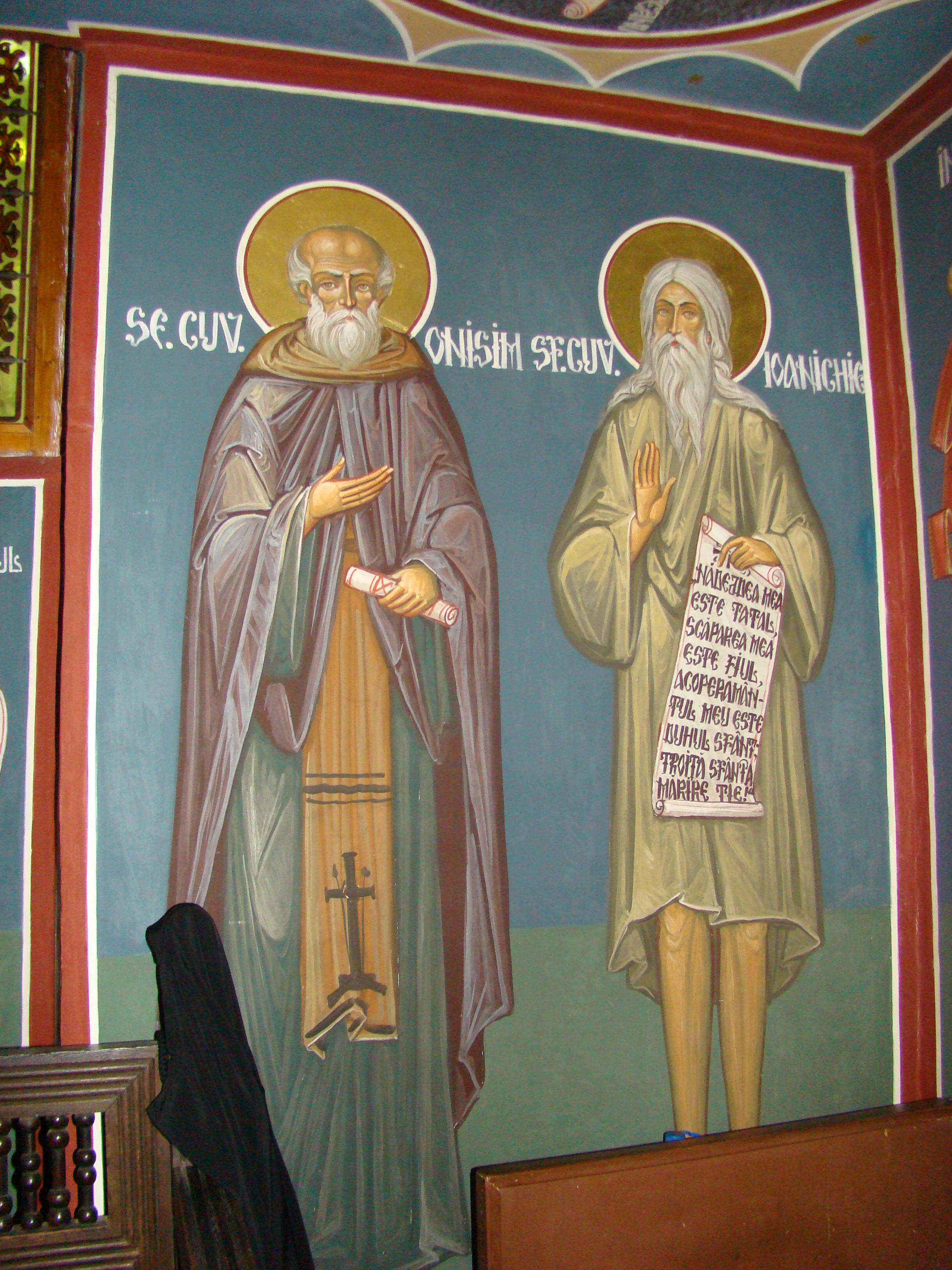
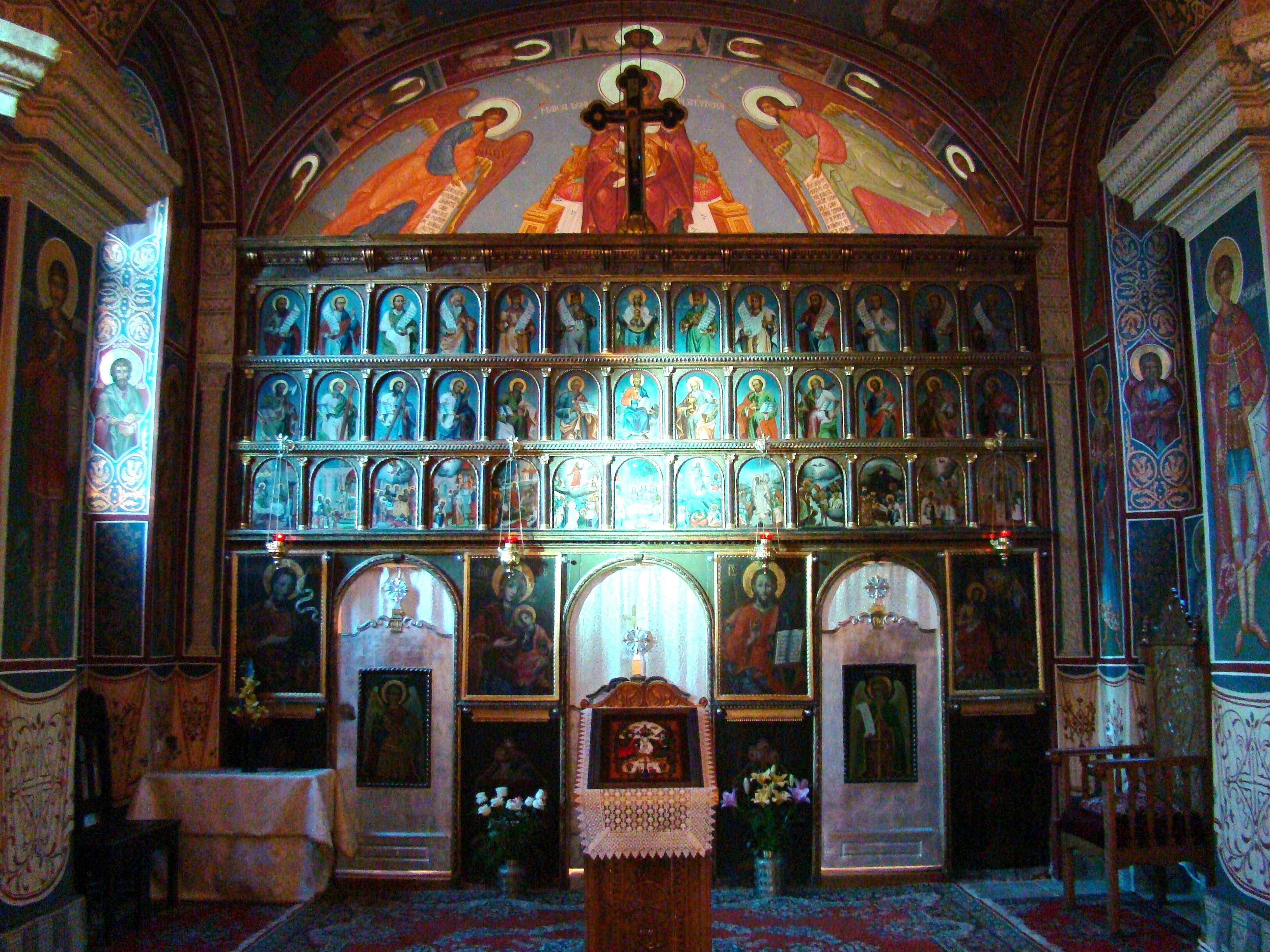
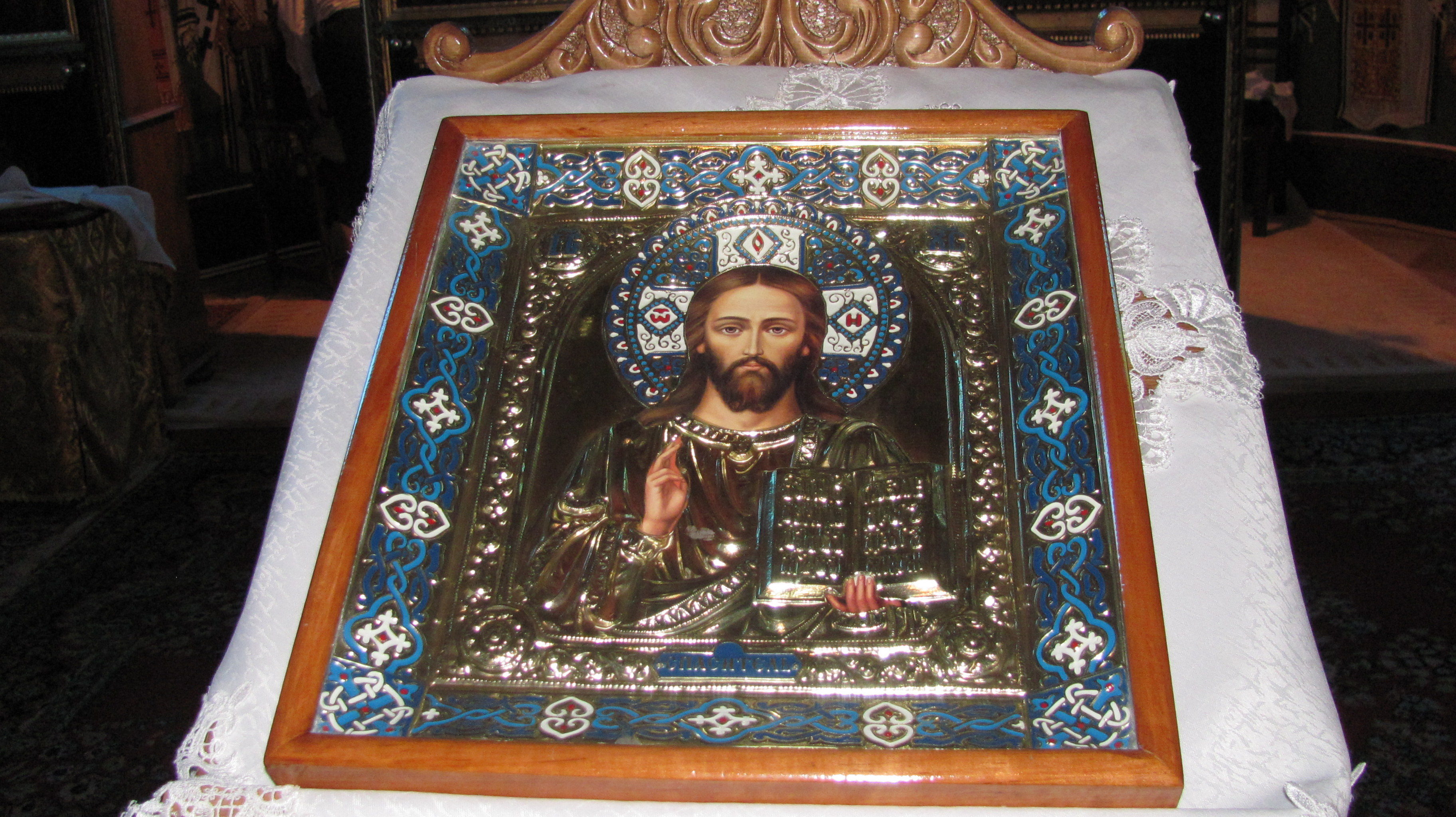
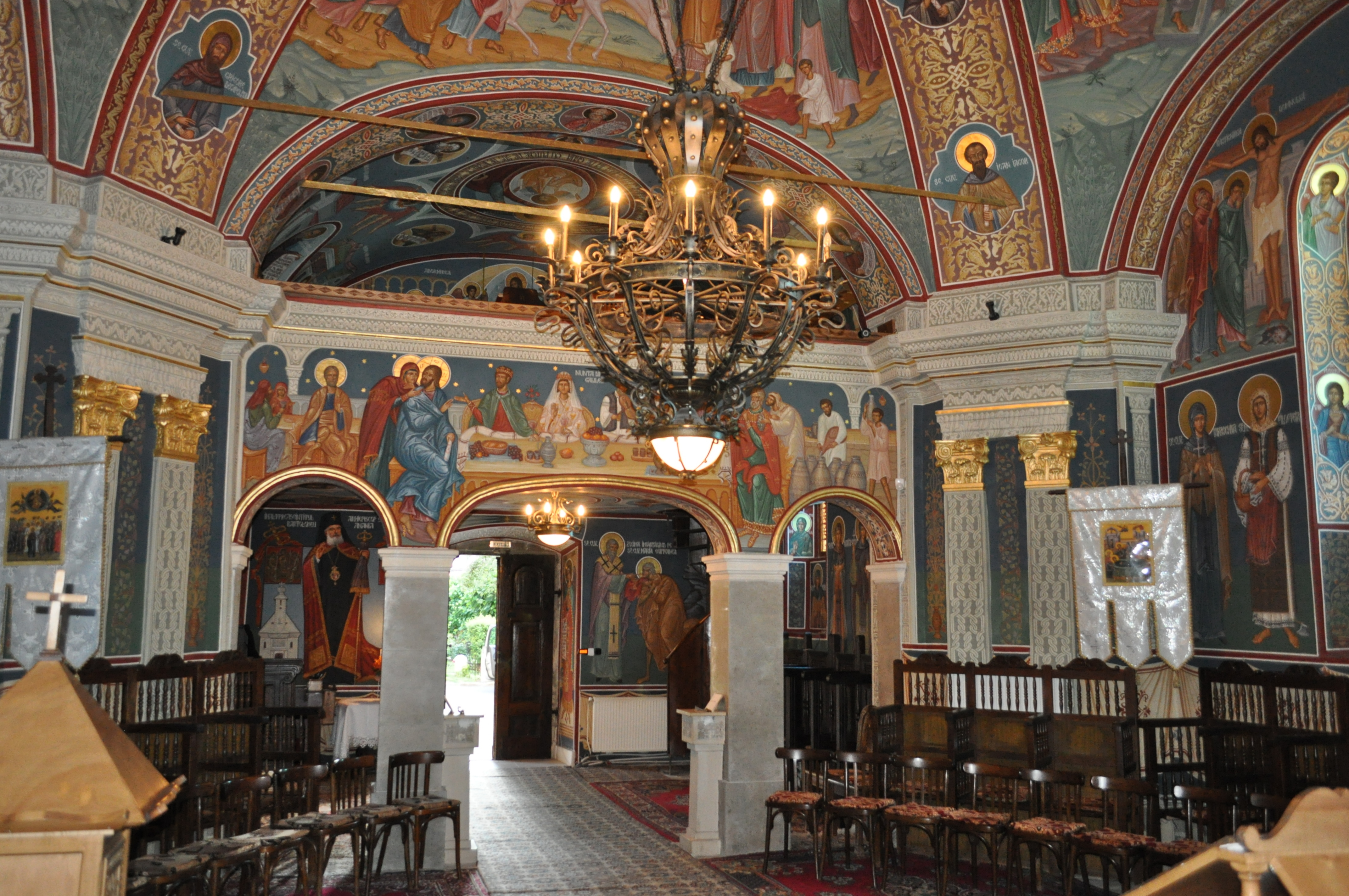
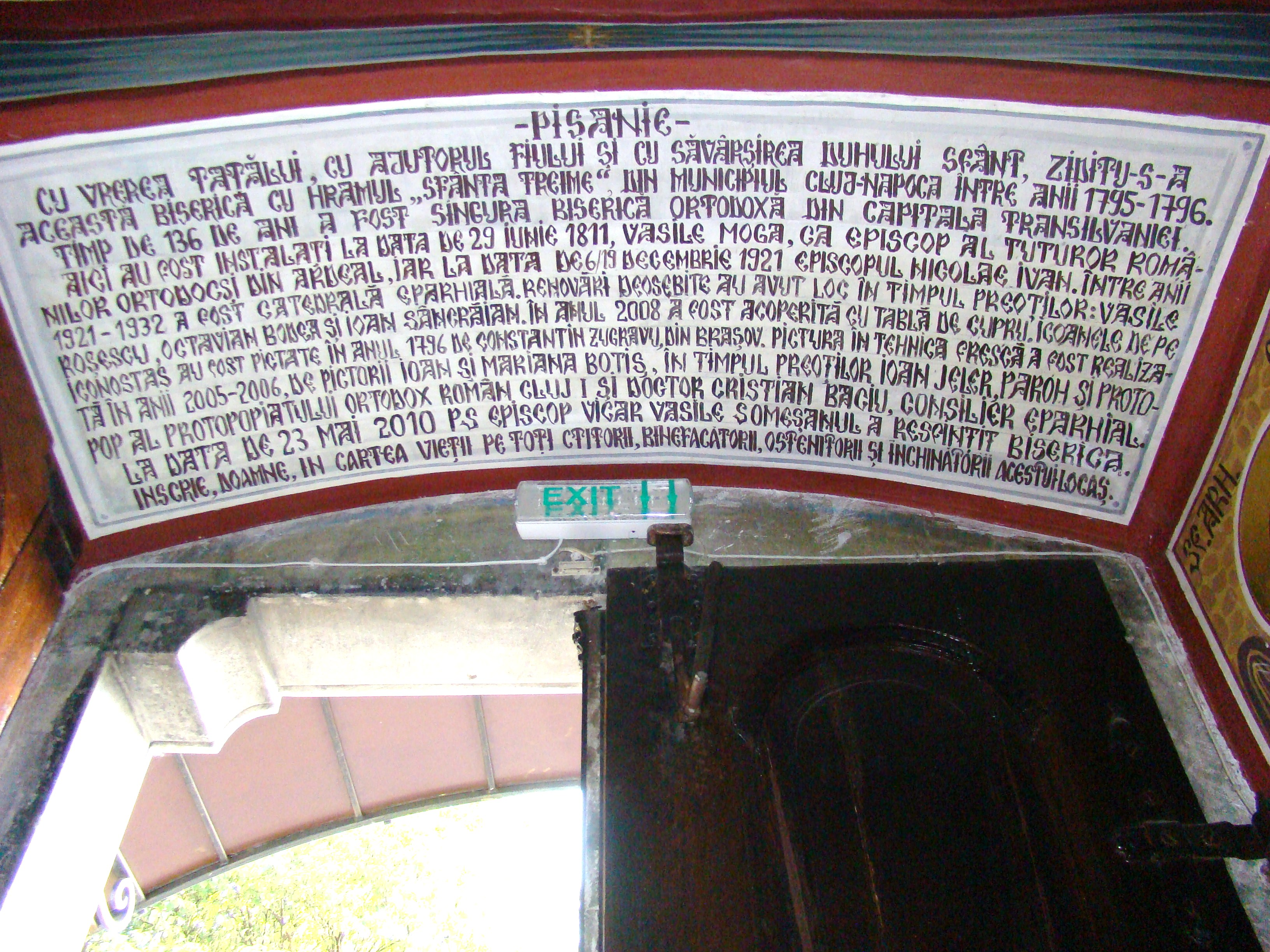
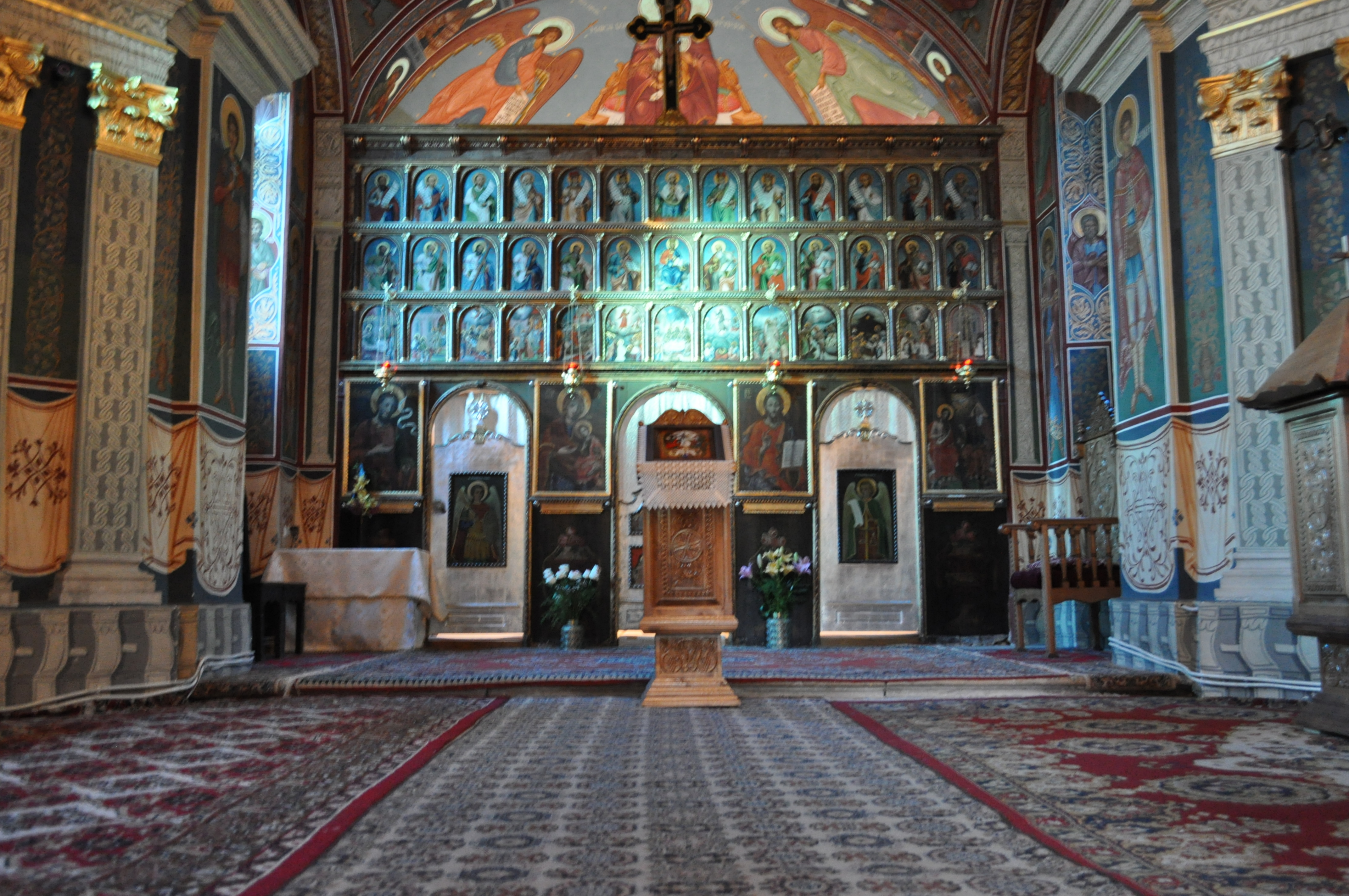